# Parco nazionale di Biscayne
Il parco nazionale di Biscayne (in inglese Biscayne National Park) è un parco nazionale statunitense situato nella parte meridionale della Florida, per la precisione a est della città di Homestead e a sud-est della città di Miami. La zona protetta tutela la baia di Biscayne e le sue barriere coralline situate al largo, con il 95% della superficie che è costituita da acqua e dalle coste della baia composte da un'estesa foresta di mangrovie. Il parco copre 700 km² e comprende Elliott Key, l'isola maggiore del parco e la più settentrionale dell'arcipelago delle Florida Keys, formato da scogliere fossilizzate di corallo. Le isole più a nord del parco sono formate per metà da corallo e sabbia. La parte al largo del parco ingloba la regione più settentrionale della Florida Reef, una delle più grandi barriere coralline del mondo e l'unica vivente negli Stati Uniti continentali.
Il parco nazionale di Biscayne protegge quattro ecosistemi distinti: il litorale di paludi di mangrovie, le acque poco profonde della baia di Biscayne, le formazioni di corallo calcareo e la barriera corallina al largo della Florida. Le paludi costiere della terraferma e dei margini dell'isola forniscono l'habitat ideale per avannotti, molluschi e crostacei. Le acque della baia ospitano altrettante specie ittiche, distese di alghe, spugne, coralli molli e lamantini dei Caraibi. L'arcipelago delle Keys è ricoperto da vegetazione tropicale, inclusi cactus e palme in via di estinzione, e le spiagge coincidono con le aree di nidificazione per esemplari di tartarughe marine particolarmente vulnerabili. Le barriere coralline e le acque al largo ospitano più di 200 specie di pesci, uccelli pelagici, balene e coralli rigidi. Tra le sedici specie in via di estinzione si segnalano la farfalla Papilio aristodemus, il pesce sega e i lamantini e ve ne sono alcune osservabili, tra cui la tartaruga verde e la tartaruga embricata. Biscayne vanta anche una piccola comunità di coccodrilli americani e di alcuni alligatori del Mississippi.
I popoli legati alla cultura di Glades abitarono la regione della baia di Biscayne già 10.000 anni fa prima che l'innalzamento del livello del mare riempisse la baia. Le tribù dei Tequesta occuparono le isole e il litorale da circa 4.000 anni prima del presente fino al XVI secolo, quando gli spagnoli si assicurarono la Florida. Le barriere coralline custodirono navi dall'epoca spagnola affondate fino al XX secolo, con più di 40 relitti documentati all'interno dei confini del parco. Sebbene le isole del parco siano state sottoposte alla coltivazione durante il XIX e l'inizio del XX secolo, il loro suolo roccioso e i periodici uragani resero l'agricoltura difficile da sostenere.
All'inizio del Novecento, le isole si trasformarono in destinazioni di lusso per i ricchi miamiani che costruivano luoghi di villeggiatura e club sociali. La residenza di Mark C. Honeywell su Boca Chita Key, la quale presentava un finto faro di pregevole fattura, era il rifugio privato più elaborato della zona. Il Cocolobo Cay Club fu in vari momenti di proprietà dell'imprenditore di Miami Carl G. Fisher, del velista Garfield Wood e dell'amico del presidente Richard Nixon Bebe Rebozo, venendo visitato da quattro presidenti degli Stati Uniti. Il gruppo di palafitte di Stiltsville, fondato negli anni '30 nelle secche della baia di Biscayne settentrionale, nacque approfittando della lontananza dalla terraferma per offrire la possibilità di giocare d'azzardo al largo e bere alcol durante il periodo del proibizionismo. Dopo la rivoluzione cubana del 1959, la CIA e i gruppi di esiliati cubani sfruttarono Elliott Key come campo di addestramento per gli infiltrati nella Cuba di Fidel Castro.
In origine si pensava di includere la regione nel parco nazionale delle Everglades, ma tale ipotesi naufragò e la baia di Biscayne rimase estranea alla zona protetta. L'area rimase sottosviluppata fino agli anni '60, quando si avanzò una serie di proposte volte a convertire le isole alla maniera di Miami Beach e finalizzate a costruire un porto marittimo in acque profonde per carichi di vario genere, così come raffinerie e impianti petrolchimici sulla costa continentale della baia di Biscayne. Negli anni '60 e '70 furono costruite due centrali elettriche a combustibili fossili e due centrali nucleari sulle rive della baia; la reazione popolare contro il crescente impatto antropico nella regione portò alla designazione nel 1968 del monumento nazionale di Biscayne. L'area preservata fu ampliata con la sua nuova designazione nel 1980 come parco nazionale di Biscayne. La zona protetta è assai conosciuta dagli appassionati degli sport acquatici e, eccezion fatta per il centro visitatori del parco sulla terraferma e un molo a Black Point Marina, la zona protetta risulta accessibile soltanto tramite imbarcazioni.

## Descrizione

### Geografia

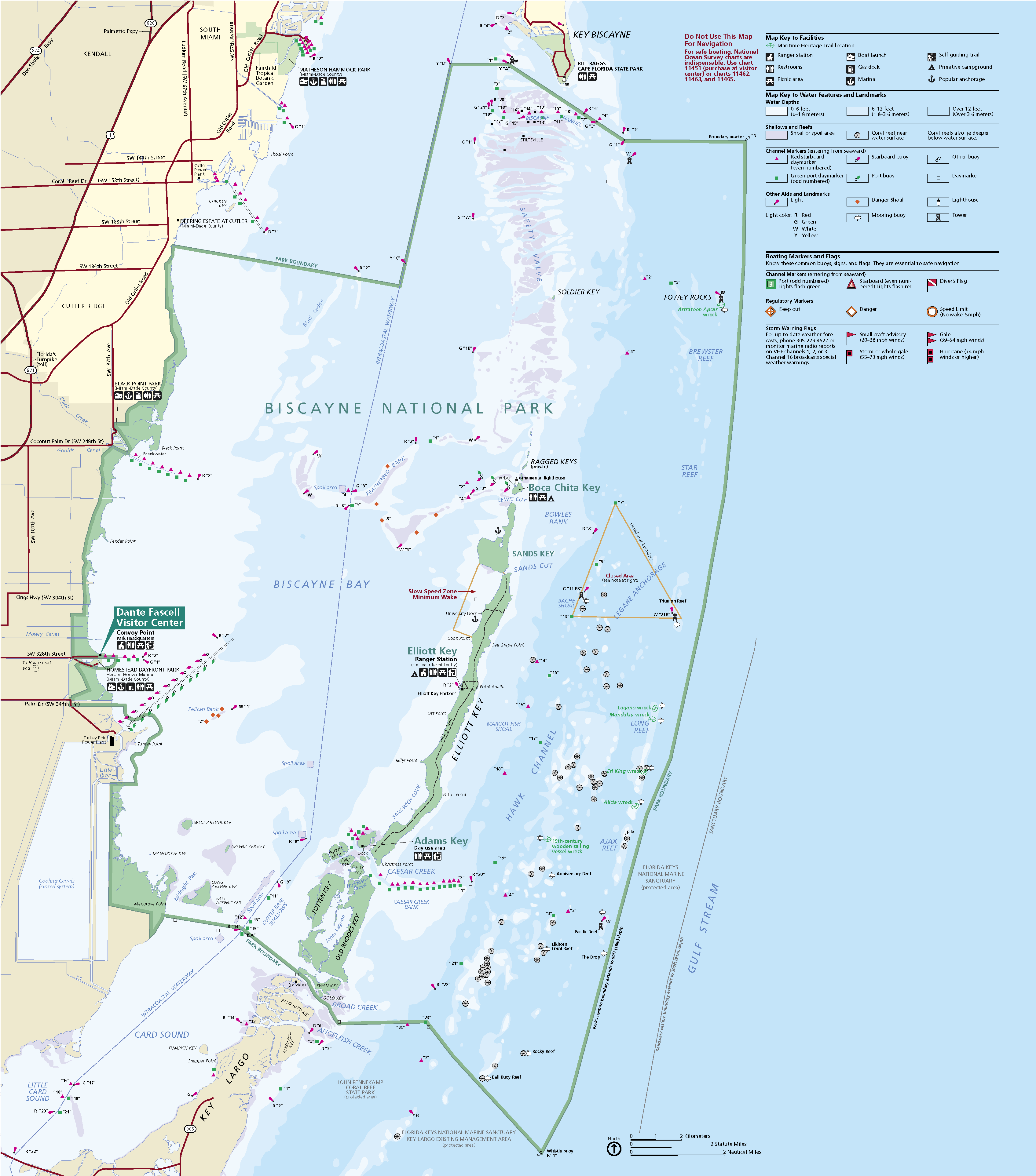
Mappa del parco nazionale di Biscayne

Il parco nazionale di Biscayne comprende circa 700 km² nella contea di Miami-Dade, situata nel sud-est della Florida. Grosso modo, esso si estende da quanto localizzato appena a sud di Key Biscayne verso sud a quanto si trova appena a nord di Key Largo, comprendendo Soldier Key, Ragged Keys, Sands Key, Elliott Key, Totten Key e Old Rhodes Key, così come le isole minori che formano l'estensione più settentrionale dell'arcipelago delle Florida Keys. La Safety Valve, un'ampia apertura poco profonda situata appena a nord del confine del parco presso le isolette collocate tra le Ragged Keys e Key Biscayne, consente all'acqua delle mareggiate di defluire dalla baia dopo il passaggio delle tempeste tropicali. Il confine orientale si compone di una linea di dieci isolotti di circa 10 m che collegano l'Oceano Atlantico alle zone più vicine alla costa della Florida Reef, l'unica barriera corallina vivente negli Stati Uniti continentali. Il confine occidentale del parco è costituito da una sequela di proprietà private sulla terraferma, le quali si sviluppano per poche centinaia di metri nell'entroterra tra Cutler Ridge e Mangrove Point. L'unico accesso diretto alla località dalla terraferma è rappresentato dal centro visitatori di Convoy Point, adiacente alla sede del parco. Il confine sud-occidentale lambisce la centrale elettronucleare Turkey Point e il suo sistema di canali di raffreddamento.
La parte meridionale della baia di Biscayne si estende tra Elliott Key e la terraferma, attraversata dalla Intracoastal Waterway. Il parco confina con il Santuario marino naturale delle Florida Keys National sui lati est e sud e con il parco statale della barriera corallina John Pennekamp a sud. Sono solo 36,7 i chilometri quadrati della zona protetta che si sviluppano sulla terraferma, con le Keys situate al largo che si estendono per 6,96 km² e le paludi costiere di mangrovie che rappresentano i restanti 19,5 km². Ritenuta un'estensione dell'ecosistema delle Everglades, in passato si era proposto di far confluire gran parte delle località in esame nel parco nazionale delle Everglades, ma tale prospettiva venne esclusa nel 1947.

### Geologia

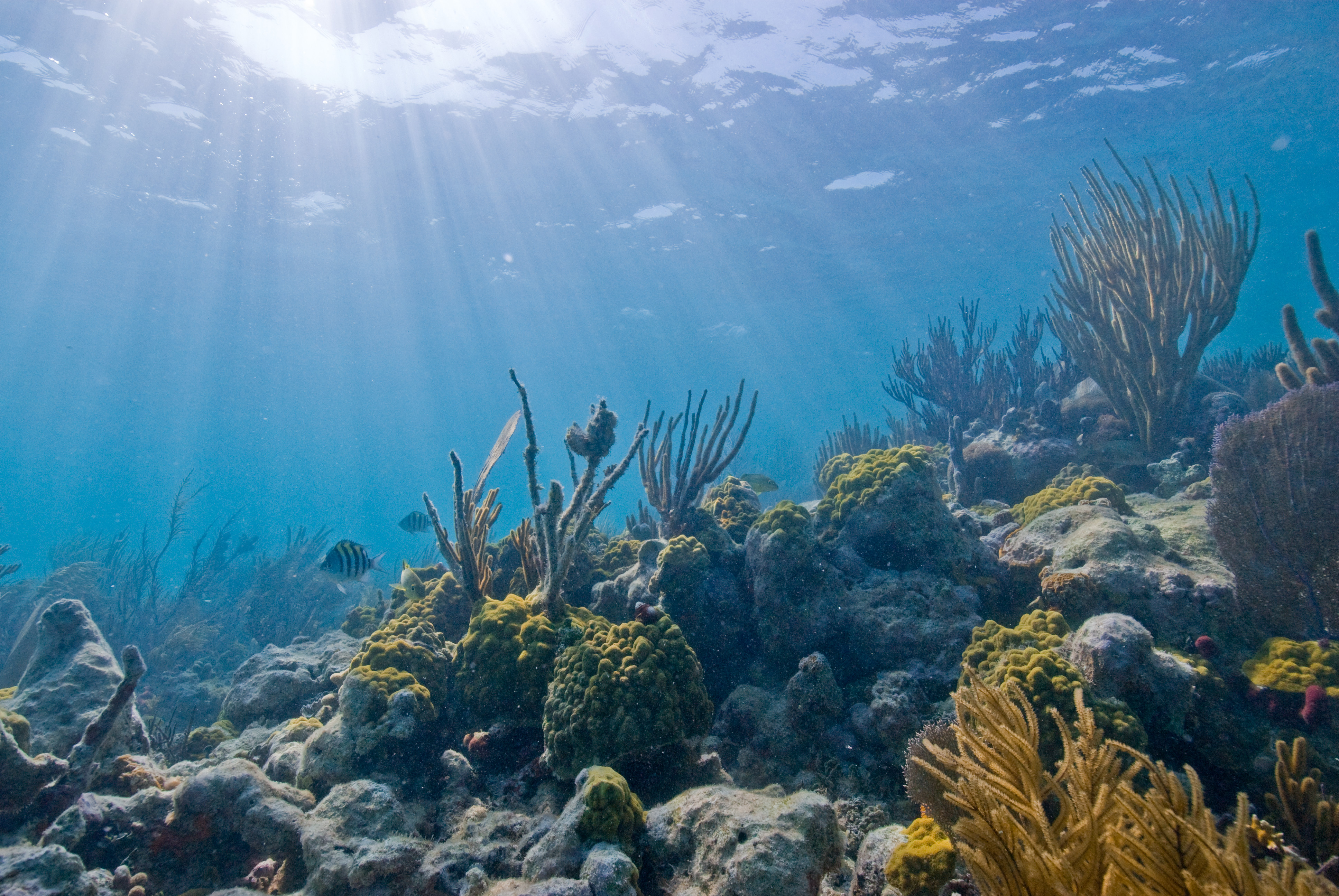
Scorcio subacqueo di una barriera corallina nel parco nazionale di Biscayne

La baia di Biscayne segna l'estensione più meridionale delle isole della barriera atlantica, in particolare in coincidenza di Key Biscayne, mentre l'estensione più settentrionale delle Florida Keys coincide con Elliott Key. Le Keys si distinguono dalle isole barriera per il calcare corallino che si estende fino alla superficie delle isole sotto un sottile strato di humus, con la conformazione geomorfologica delle isole barriera dominata invece da sabbie depositate dalle onde che ricoprono la maggior parte dei calcari. La baia di Biscayne si trova tra le basse creste oolitiche del calcare di Miami a ovest, ovvero la base di Cutler Ridge, mentre il calcare di Key Largo a base di corallo si trova sotto Elliott Key e le Keys a sud. Il calcare di Miami si depositò nelle acque turbolente della laguna; l'altro è frutto di una barriera corallina fossilizzata formatasi durante il Sangamoniano da circa 75.000 a 125.000 anni fa. La formazione Miami raggiunse la sua forma attuale un po' più tardi, durante una fase glaciale durante la quale l'acqua dolce consolidò e cementò i depositi lagunari. Il calcare di Key Largo è una pietra grossolana formata da coralli pietrosi, di spessore compreso tra 21 e 61 m. Come conseguenza delle loro origini come scogliere, le spiagge di Elliott Key e Old Rhodes Key sono rocciose. Delle spiagge sabbiose di estensione minore si rintracciano soltanto a Sands Key.

### Idrologia
La baia di Biscayne è una laguna poco profonda semichiusa con una profondità media di 3 m. Sia i margini della terraferma che le chiavi sono ricoperti da foreste di mangrovie. Il parco comprende la parte meridionale della baia di Biscayne, con aree di sedimento sottile chiamate in inglese hardbottom (letteralmente "fondo duro") e dei letti di alghe che si trovano su di essa i quali forniscono l'habitat ideale per le tartarughe e alcune specie ittiche.
Come risultato degli sforzi volti a controllare le risorse idriche in Florida e dei progetti per drenare le Everglades durante l'inizio e la metà del XX secolo, il flusso d'acqua nella baia di Biscayne è stato alterato dalla costruzione di canali. I canali incanalano l'acqua da porzioni delle Everglades sudorientali ora utilizzate per l'agricoltura nella baia. Prima della costruzione del canale, la maggior parte dell'afflusso di acqua dolce si doveva alla pioggia e alle acque sotterranee, ma oggi i canali stanno alterando il profilo di salinità della baia, convogliando sedimenti e sostanze inquinanti e generando un cuneo salino nella falda acquifera di Biscayne. Nel 2000 si decise di istituire il Comprehensive Everglades Restoration Plan (CERP), ideato per mitigare gli effetti dell'intervento umano sul flusso d'acqua naturale delle Everglades. Destinato principalmente al ripristino dei modelli storici dei flussi idrici nel Parco nazionale delle Everglades, il progetto tratterà anche le questioni derivanti dalla deviazione dell'acqua dalle Everglades meridionali nella baia di Biscayne. Il Biscayne Bay Coastal Wetlands Project (BBCW) è uno dei progetti legato al CERP specificamente destinato a ridistribuire il flusso d'acqua in modo che quella dolce venga introdotta gradualmente attraverso torrenti e paludi piuttosto che scarichi brevi e pesanti attraverso canali di drenaggio.

### Clima
Il clima tropicale di Biscayne riflette la sua posizione nell'estremo sud della Florida. La contea di Miami-Dade meridionale rientra nella fascia del clima della savana nel sistema della classificazione di Köppen, con il parco che confina con le aree rientranti nel clima tropicale. In questo ambiente semitropicale, le stagioni si distinguono nettamente per via del numero di precipitazioni. Le estati torride e umide si accompagnano a occasionali tempeste tropicali, con la stagione secca compresa tra novembre e aprile e quella delle piogge compresa tra maggio e ottobre. Sebbene solo leggermente più freschi, gli inverni tendono ad essere relativamente più secchi. Le temperature della stagione secca sono in media comprese tra 19 e 24 °C, con una piovosità media mensile di 53 mm; nella stagione delle piogge si raggiungono invece in media i 24-29 °C, con una piovosità media mensile di 137 mm. La stagione delle piogge coincide all'incirca con il periodo degli uragani, con frequenti temporali.
Come molte località nel sud della Florida, il parco di Biscayne è colpita dagli uragani ciclicamente quasi ogni anno. La maggior parte delle tempeste comporta chiusure temporanee e riparazioni occasionali alle strutture interne. Il transito diretto di potenti uragani può arrecare gravi conseguenze, principalmente per il suo impatto sugli interventi antropici nell'ambiente piuttosto che sull'ambiente naturale del parco, che si è ben adattato a questi eventi. Tra gli uragani di grande portata che colpirono Biscayne si annoverano le tempeste del 1835 e del 1904, del 1906 alle Florida Keys, del 1926 di Miami, del 1929 delle Bahamas, della festa dei lavoratori del 1935, l'uragano Yankee del 1935, quello della Florida del 1941, di Homestead del 1945, di Miami del 1948, il King del 1950, il Donna del 1960, il Cleo del 1964, e l'Andrew del 1992. Il parco può essere influenzato dall'azione delle onde di tempeste tropicali più lontane come nel caso dell'uragano Sandy del 2012, responsabile dei danni alle strutture di Elliott Key.

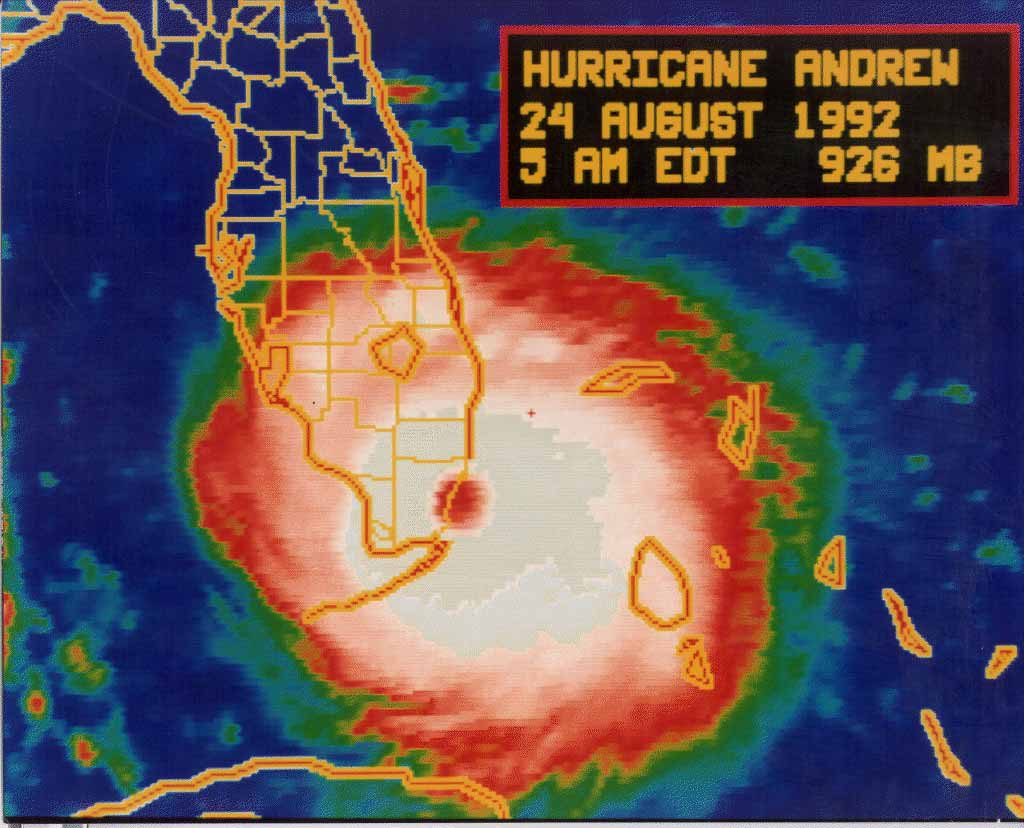
L'uragano Andrew prossimo a raggiungere la baia di Biscayne

Il 24 agosto 1992, l'uragano Andrew sbarcò appena a sud di Miami, passando direttamente attraverso il parco nazionale di Biscayne con venti massimi che raggiunsero i 227 km/h e raffiche fino a 272 km/h. L'ondata della tempesta giunse fino a 5,2 m sopra il livello medio del mare. Si trattava di un uragano di scala Saffir-Simpson di Categoria 5. La baia di Biscayne soffrì danni al fondale che resero le acque a lungo torbide e dei danni alla foresta di mangrovie sulle coste. La distruzione delle barche e dei porti turistici causarono lo svernamento nella baia di carburante inquinante, con scarichi continuati per quasi un mese dopo il passaggio dell'uragano. Nel 2002, fu collocata una targa commemorativa presso il centro visitatori Dante Fascell per ricordare il costo umano e ambientale causato dall'uragano Andrew e per celebrare la ripresa dell'area dagli effetti della tempesta. Si riporta di seguito un passaggio dell'iscrizione:
oltrepassò questo punto prima di colpire Homestead e la contea meridionale di Miami-Dade.»
La stazione luminosa di Fowey Rocks trasmise i dati meteorologici relativi ai venti che si registrarono in quel momento con un picco di due minuti di velocità del vento pari ai sopraccitati 227 km/h e raffiche di 272 km/h, ma dopo quel lasso di tempo la stazione cessò di trasmettere, presumibilmente a causa dei danni causati da raffiche più forti. Il momento più devastante dell'occhio del ciclone non coincise tuttavia con la chiusura delle comunicazioni a Fowey Rocks.
Poiché l'area protetta non si sviluppa a più di qualche metro sul livello del mare, essa è vulnerabile all'innalzamento delle acque. Gli studi del Park Service prevedono che gran parte della superficie del parco andrà persa nei prossimi due secoli. Si prevede che il livello del mare nella baia di Biscayne aumenterà tra gli 8 e i 18 cm entro il 2030 e tra i 23 e i 61 cm entro il 2060. Un aumento del livello del mare tra gli 8 e i 15 cm dovrebbe accrescere l'intrusione di acqua salata nelle falde acquifere di Biscayne. Un risultato simile potrebbe trasformare le Everglades meridionali in una grossa palude salmastra, alterando il naturale ecosistema della regione.
| Bollettino meteorologico della stazione ranger Elliott Key (0 m s.l.m.) | Mesi | Mesi | Mesi | Mesi | Mesi | Mesi | Mesi | Mesi | Mesi | Mesi | Mesi | Mesi | Stagioni | Stagioni | Stagioni | Stagioni | Anno  |
| Bollettino meteorologico della stazione ranger Elliott Key (0 m s.l.m.) | Gen  | Feb  | Mar  | Apr  | Mag  | Giu  | Lug  | Ago  | Set  | Ott  | Nov  | Dic  | Inv      | Pri      | Est      | Aut      | Anno  |
| ----------------------------------------------------------------------- | ---- | ---- | ---- | ---- | ---- | ---- | ---- | ---- | ---- | ---- | ---- | ---- | -------- | -------- | -------- | -------- | ----- |
| T. max. media (°C)                                                      | 23,4 | 24,2 | 24,9 | 26,1 | 27,8 | 29,7 | 30,7 | 30,7 | 30,2 | 28,4 | 26,2 | 24,4 | 24,0     | 26,3     | 30,4     | 28,3     | 27,2  |
| T. min. media (°C)                                                      | 16,6 | 17,5 | 18,9 | 20,4 | 23,1 | 25,0 | 25,9 | 26,1 | 25,7 | 23,9 | 21,0 | 18,1 | 17,4     | 20,8     | 25,7     | 23,5     | 21,8  |
| T. max. assoluta (°C)                                                   | 28,7 | 30,6 | 31,1 | 33,4 | 32,9 | 34,4 | 35,0 | 34,2 | 33,5 | 32,2 | 31,5 | 30,4 | 30,6     | 33,4     | 35,0     | 33,5     | 35,0  |
| T. min. assoluta (°C)                                                   | 1,7  | 3,7  | 6,4  | 10,9 | 15,3 | 18,8 | 22,6 | 22,2 | 21,6 | 13,3 | 8,7  | 0,4  | 0,4      | 6,4      | 18,8     | 8,7      | 0,4   |
| Precipitazioni (mm)                                                     | 47   | 49   | 67   | 65   | 118  | 199  | 137  | 180  | 192  | 132  | 72   | 45   | 141      | 250      | 516      | 396      | 1 303 |

## Storia

### Epoca antica

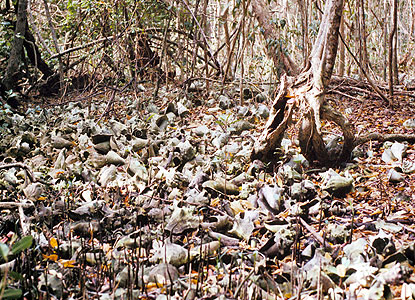
Mucchi di conchiglie lasciate dai nativi americani

I nativi americani erano già presenti nella Florida inferiore 10.000 anni fa, quando i livelli degli oceani erano bassi e la baia di Biscayne non ospitava lo stesso livello attuale delle acque. Il livello dell'acqua salì da circa 4.000 anni fa e inondò la baia. Gli archeologi ritengono che le tracce lasciate dai popoli di quell'epoca siano ora sommerse, in quanto nessuna è stata trovata al di sopra del livello delle acque. Il parco di fossili di Cutler, appena a ovest della zona protetta, fornì prove di un'occupazione umana che si estende fino ad almeno 10.000 anni fa. Le prime tracce certe della presenza umana a Biscayne risalgono a circa 2500 anni prima del presente, con numerose conchiglie lasciate da popoli legati alla cultura Glades. A questo seguirono i Tequesta, i quali occupavano le coste della baia di Biscayne. I Tequesta erano composti da tribù sedentarie che vivevano di pesca e più raramente caccia, dandosi di rado all'agricoltura. Un sito localizzato su Sands Key ha portato alla luce frammenti di vasellame, conchiglie lavorate e altri manufatti che indicano l'occupazione dal 1000 al 1650 circa, dopo che furono presi contatti con gli europei. Nel parco sono stati identificati cinquanta siti archeologici significativi.

### Esplorazioni geografiche
Juan Ponce de León esplorò l'area nel 1513, scoprendo le Florida Keys e incontrando i Tequesta sulla terraferma. Altri esploratori spagnoli arrivarono più tardi nel XVI secolo e la Florida passò sotto il dominio spagnolo. I Tequesta furono reinsediati dall'allora governo spagnolo nelle Florida Keys e la terraferma della Florida meridionale fu spopolata. Ponce de León chiamò la baia «Chequescha» dal nome dei suoi abitanti, venendo convertito in «Tequesta» dal governatore spagnolo del tempo Pedro Menéndez de Avilés. Il nome attuale fu attribuito a un marinaio naufrago basco noto come il «Biscaino» o «Viscayno» che visse nella zona per un certo periodo, oppure a una più generale allusione al Golfo di Biscaglia.
Le flotte del tesoro spagnole navigarono regolarmente oltre le Florida Keys e patirono spesso la violenza degli uragani. Si ha notizia tramite uno studio delle fonti di 44 naufragi nell'area del futuro parco dal XVI al XX secolo. Inoltre, almeno due navi iberiche colarono a picco nel Settecento. Si ritiene che il galeone spagnolo Nuestra Senora del Popolo affondò nelle acque del parco nel 1733, sebbene il luogo dell'affondamento non sia stato trovato. La HMS Fowey fu distrutta nel 1748 in quella che oggi è Legare Anchorage, a una certa distanza dalle scogliere di Fowey. La scoperta della nave nel 1975 portò a un caso giudiziario storico che elevò il relitto a un sito archeologico piuttosto che un sito di salvataggio. Quarantatré relitti sono inclusi nel Registro nazionale dei luoghi storici nel distretto archeologico di Offshore Reefs, che si estende per 48 km lungo il lato verso il mare delle chiavi del parco nazionale di Biscayne. Durante il XVIII secolo, Elliott Key funse da presunto rifugio di due diversi pirati, entrambi soprannominati Cesare Nero e commemorati con il nome assegnato al ruscello Caesar tra Elliott e Old Rhodes Key.

### Insediamento degli europei
I primi coloni europei permanenti nell'area di Miami non arrivarono fino all'inizio del XIX secolo. I primi insediamenti intorno alla baia di Biscayne erano piccole fattorie su Elliott Key che coltivavano piantagioni di lima e di ananas. L'ornitologo e illustratore John James Audubon visitò Elliott Key nel 1832. Il colonnello Robert E. Lee esaminò l'area intorno alla baia di Biscayne alla ricerca di potenziali siti di fortificazione nel 1849. Alla fine della guerra di secessione americana nel 1865, un certo numero di confederati attraversò l'area mentre stavano tentando di fuggire a Cuba. Elliott Key funse un breve punto di sosta per John C. Breckinridge durante il suo volo per l'isola caraibica appena menzionata. L'ex vicepresidente degli Stati Uniti, generale confederato e segretario alla guerra confederato trascorse due notti presso la baia di Biscayne durante il suo viaggio. Poche persone vivevano nell'area del parco fino al 1897, quando Israel Lafayette Jones, un gestore di proprietà afroamericano, acquistò Porgy Key per la cifra di 300 dollari. L'anno successivo Jones acquistò l'adiacente Old Rhodes Key e vi si trasferì con la sua famiglia, sgombrando la terra per coltivare lime e ananas. Nel 1911 Jones acquistò 0,86 km² a Totten Key, prima sede di colture di ananas, per un dollaro per acro (4.046 m² circa), vendendola nel 1925 per 250.000 $. Prima della morte di Israel Jones nel 1932, le piantagioni divennero per un po' di tempo tra i maggiori produttori di lime sulla costa orientale della Florida.

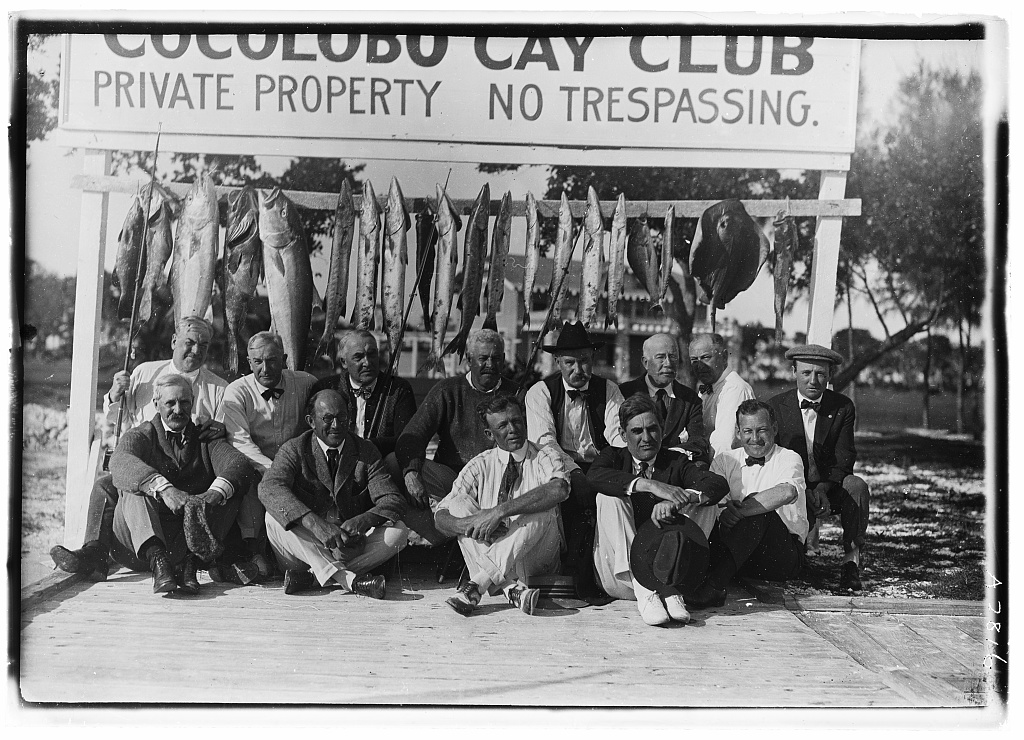
Il presidente statunitense Warren G. Harding e un gruppo di pescatori al Cocolobo Cay Club

L'imprenditore Carl G. Fisher, responsabile di gran parte della crescita di Miami Beach, acquistò Adams Key, un tempo nota come Cocolobo Key, nel 1916 e costruì il Cocolobo Cay Club nel 1922. L'edificio a due piani vantava dieci camere per gli ospiti, una sala da pranzo e una loggia dedicata allo svago separata. I mecenati includevano Warren G. Harding, Albert Fall, T. Coleman du Pont, Harvey Firestone, Jack Dempsey, Charles F. Kettering, Will Rogers e Frank Seiberling. I figli di Israel Jones, Lancelot e Arthur, abbandonarono l'attività di coltivazione del lime dopo che la concorrenza dei lime messicani aveva ridotto i loro profitti e, dopo una serie di devastanti uragani nel 1938, divennero guide di pesca a tempo pieno al Cocolobo Club. Il luogo di svago subì una grave crisi in concomitanza della crisi del 1929 che compromise le finanze di Fisher, ma ritornò a "respirare" grazie all'intervento di Garfield Wood nel 1934. Tra i clienti dei Jones rientrava un appassionato pescatore di nome Herbert Hoover e la sua famiglia. I Jones mettevano a disposizione del club anche la pesca di specie ittiche, di aragoste e di granchi. Arthur e Lancelot Jones divennero i secondi maggiori proprietari terrieri e gli unici residenti permanenti delle Keys comprese nella baia di Biscayne meridionale durante gli anni Sessanta. Wood vendette il Cocolobo Cay Club a un gruppo di investitori guidato dal banchiere di Miami Bebe Rebozo nel 1954, il quale lo ribattezzò Coco Lobo Fishing Club. I clienti guidati dai Jones includevano gli allora senatori John F. Kennedy, Lyndon Johnson, Richard Nixon, Herman Talmadge e George Smathers negli anni Quaranta e Cinquanta.
Durante la guerra fredda, la futura superficie del parco finì convertita in un campo di addestramento per gli esuli cubani che si addestravano per le missioni nella Cuba di Fidel Castro. Elliott Key, in particolare, venne utilizzata dalla CIA come area di addestramento all'inizio degli anni '60 in vista dell'invasione della baia dei Porci. La struttura più grande era il Ledbury Lodge, l'unico hotel mai costruito sulle Keys. Nel 1988 un gruppo di esiliati cubani fu arrestato quando questo cercò di sfruttare l'arcipelago per un atterraggio simulato. Più a nord, il presidente venezuelano in esilio Marcos Pérez Jiménez preservò il possesso di una casa a Soldier Key fino alla sua estradizione nel 1963.

### Progetti industriali

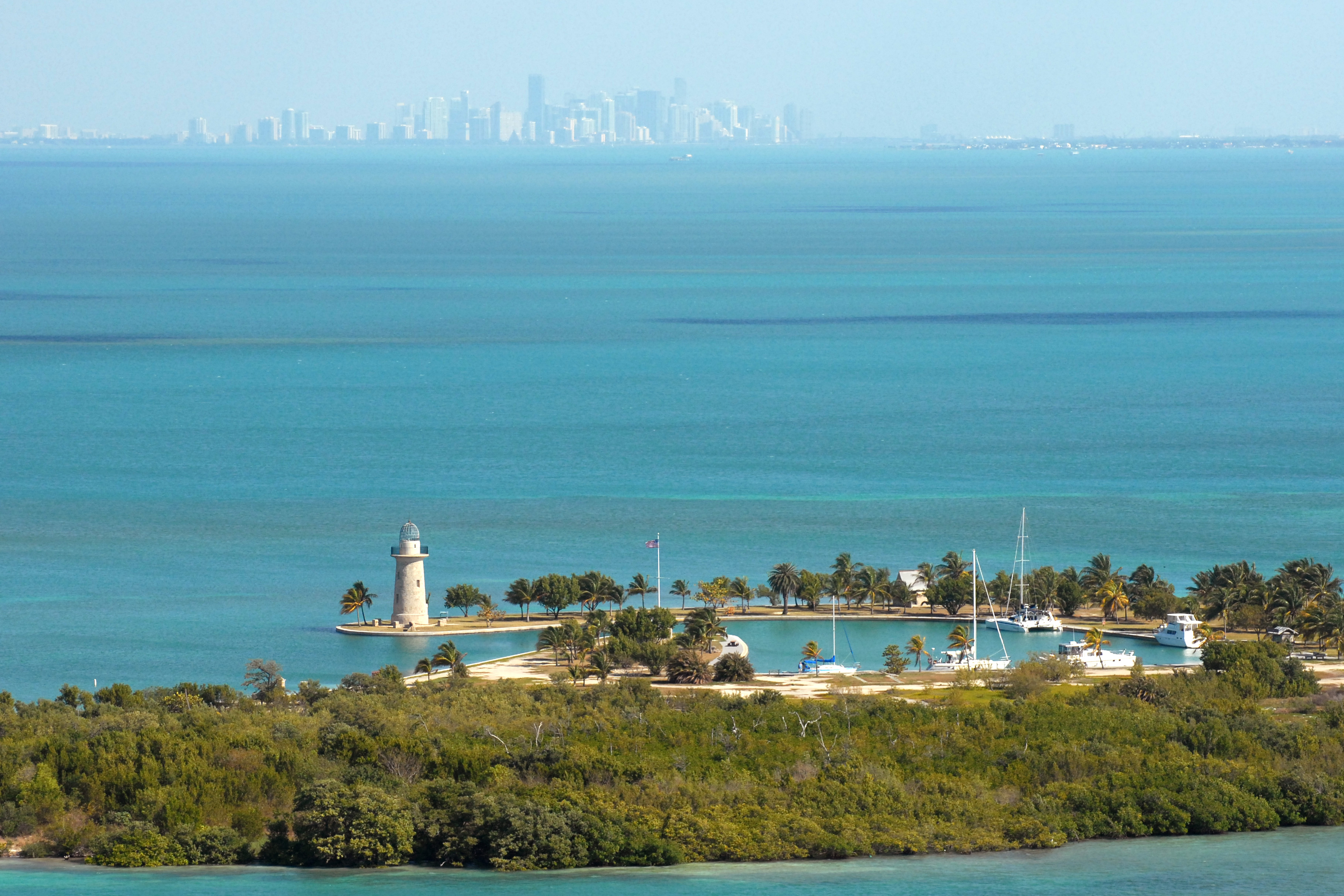
Il faro di Boca Chita Key e il panorama di Miami in lontananza

Man mano che la città di Miami accresceva il numero dei suoi abitanti, crebbero le discussioni relative all'idea di dar luogo a dei progetti industriali da attuare nella contea di Dade meridionale. Le Keys non popolate a sud di Key Biscayne erano considerate il territorio ideale per questi piani. Già a partire dal 1890, si ipotizzò di realizzare una strada rialzata che conducesse alla terraferma. Una delle ipotesi prese in considerazione nel Novecento riguardava la costruzione di un'autostrada che collegasse le Keys della baia di Biscayne alla Overseas Highway, a Key Largo e alle isole abitate a nord. Allo stesso tempo, la pressione dovuta all'industrializzazione nel sud della Florida sembrò mettere a duro rischio gli habitat della zona. Ciò diede vita a due correnti di pensiero, una delle quali si dimostrava a favore della realizzazione di strutture nella zona, l'altra invece preferiva salvaguardare la natura dell'arcipelago quale luogo di villeggiatura. Il 6 dicembre 1960, 12 dei 18 proprietari terrieri dell'area che erano favorevoli allo sviluppo antropico votarono per creare la città di Islandia su Elliott Key. La città vide la luce per incoraggiare la contea di Dade a migliorare lo specifico accesso a Elliott Key, che i proprietari terrieri consideravano un potenziale rivale di Miami Beach. La nuova città esercitò delle pressioni per l'accesso alla strada rialzata e diede vita a un blocco negoziale per attirare l'attenzione mediatica.
Nel 1962 fu proposto un porto marittimo industriale per le coste continentali della baia di Biscayne, noto come SeaDade. Quest'ultimo, supportato dal magnate marittimo miliardario Daniel K. Ludwig, avrebbe incluso una raffineria di petrolio. Oltre alle strutture fisiche, sarebbe stato necessario dragare un canale di 12 m attraverso la baia per consentire alle grandi navi di accedere alla raffineria. Il canale avrebbe altresì richiesto di attraversare la barriera corallina per raggiungere le acque profonde. Nel 1963 l'azienda di fornitura elettrica chiamata Florida Power & Light (FP&L) annunciò dei progetti relativi a due nuove centrali a olio combustibile da 400 megawatt su terreni non edificati a Turkey Point.
Molti residenti e politici locali sostennero SeaDade perché avrebbe creato posti di lavoro aggiuntivi, ma un gruppo di ambientalisti, i quali stavano iniziando a costituirsi in associazioni in quel periodo, ritenne i costi fossero troppo alti. Essi si opposero allo sviluppo della baia e diedero vita alla Safe Progress Association. Guidati da Lloyd Miller, presidente della sezione locale dell'associazione ambientalista Izaak Walton League, dalla giornalista del Miami Herald Juanita Greene e da Art Marshall, gli oppositori dell'industrializzazione proposero di creare un parco nazionale che avrebbe consentito la protezione delle barriere coralline, delle isole e della baia. Dopo una fase di scetticismo iniziale, la proposta di istituire una zona protetta ottenne il sostegno degli editori del Miami Herald, con il membro del Congresso della Florida Dante Fascell e il governatore della Florida Claude Kirk che furono sostenute anche da alcuni imprenditori di un certo spessore, tra cui Herbert Hoover Jr.
Uno dei progetti proposti per Islandia sostenuto dai proprietari terrieri prevedeva il collegamento tra le Florida Keys settentrionali, nello specifico da Key Biscayne a KeyLargo, con ponti e nuove isole create utilizzando il riempimento del canale SeaDade. Sebbene i politici dell'area di Miami e lo stato della Florida non sostenessero i piani SeaDade di Ludwig, il filone di Islandia continuò ad esercitare delle pressioni per il sostegno allo sviluppo industriale. Nel 1968, quando sembrava che l'area stesse per diventare un monumento nazionale, i sostenitori del piano avanzato da Islandia demolirono un'autostrada larga sei corsie lungo il centro dell'isola, abbattendo 11 km di foresta. I proprietari terrieri dell'isola lo chiamavano Elliott Key Boulevard, rivolgendosi invece colloquialmente per indicarla alla "Spite Highway". Si sperava che, considerato il grave danno ambientale che sarebbe stato arrecato, nessuno avrebbe nominato il sito un monumento nazionale. Nel tempo, considerato il clima quasi tropicale, la foresta ricrebbe e ad oggi l'unico sentiero escursionistico di una certa lunghezza su Elliott Key segue il percorso tracciato dalla Elliott Key Boulevard.

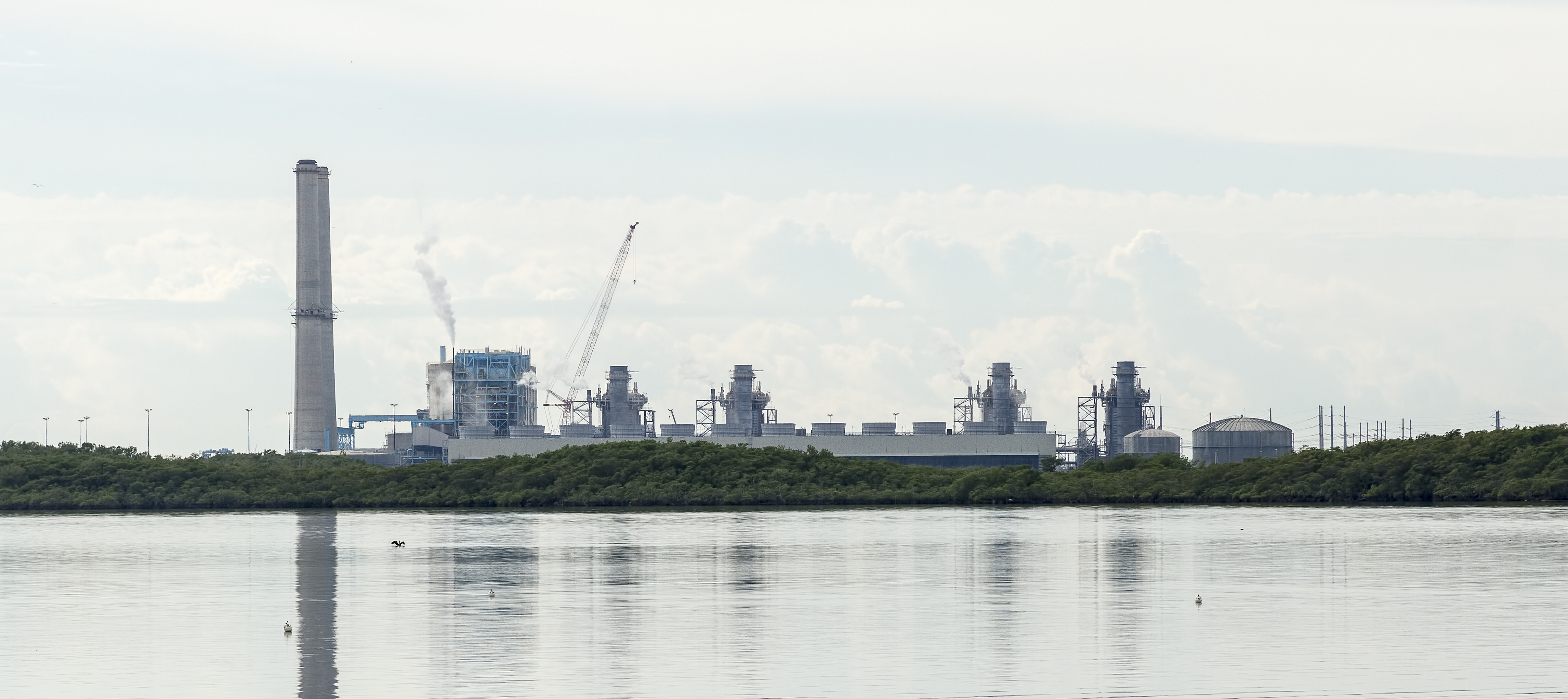
La centrale elettronucleare Turkey Point vista dal centro visitatori del parco

Le centrali elettriche a petrolio di Turkey Point furono completate nel 1967-1968 e subirono problemi immediati a causa dello scarico di acqua calda di raffreddamento nella baia di Biscayne, dove il calore uccideva le erbe marine. Nel 1964 FP&L annunciò piani per due reattori nucleari da 693 MW nella regione, i quali avrebbero potuto però aggravare il problema dell'acqua di raffreddamento. A causa della scarsa profondità della baia di Biscayne, si prevedeva che le centrali elettriche consumassero una parte significativa delle acque della baia ogni giorno per il raffreddamento. Dopo lunghe trattative e contenziosi sia con lo stato della Florida che con Ludwig, il quale possedeva i terreni necessari per il raffreddamento dei canali idrici, fu costruito un sistema di canali a circuito chiuso a sud delle centrali elettriche e le unità nucleari divennero operative all'inizio degli anni '70.
Le sezioni dell'attuale area protetta furono utilizzate per attività ricreative prima dell'istituzione del parco. Il parco di Homestead Bayfront, ancora gestito dalla contea di Miami-Dade appena a sud di Convoy Point, istituì una spiaggia segregata «per soli neri« nell'attuale sito del centro visitatori di Dante Fascell. La spiaggia segregata operò dagli anni '50 all'inizio degli anni '60, prima che le strutture pubbliche di tal genere fossero abolite.

### Istituzione e storia del parco

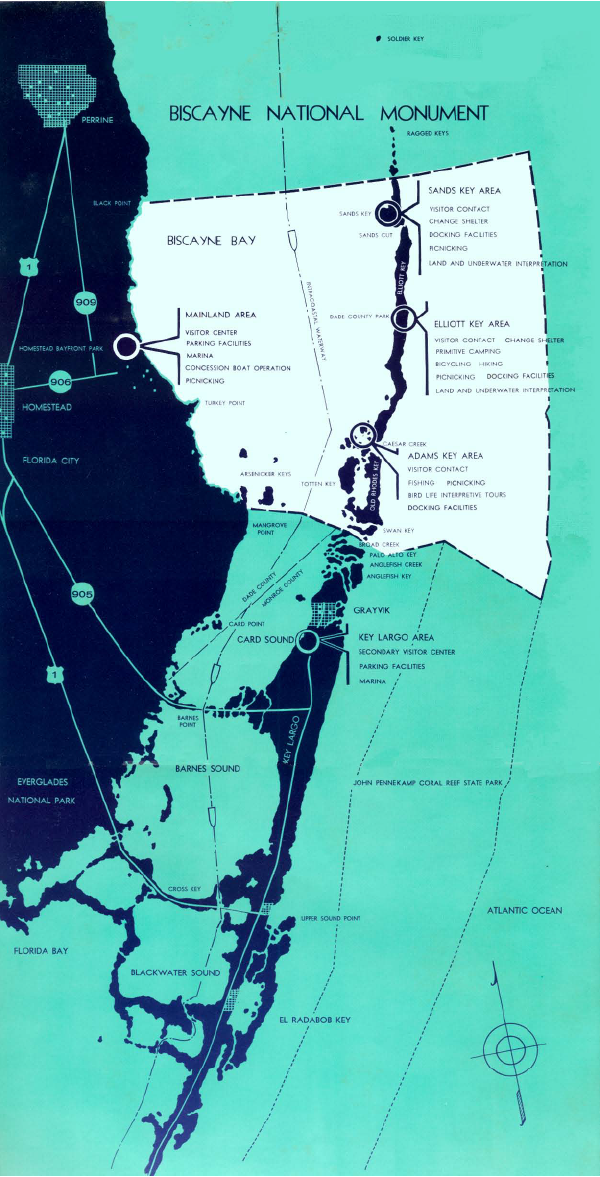
Il territorio del monumento nazionale di Biscayne come proposto nel 1966

Le prime proposte di protezione della baia di Biscayne rientravano nei tentativi compiuti da colui che intendeva ampliare e tutelare ancor di più il parco nazionale delle Everglades, ovvero il paesaggista Ernest F. Coe; egli ipotizzava di allargare i confini del parco delle Everglades accorpando la baia di Biscayne, le Keys, l'entroterra, compresa l'area delle odierne Homestead e Florida City, e Key Largo. Biscayne Bay, Key Largo e le adiacenti estensioni interne furono tagliate dal Parco nazionale delle Everglades prima della sua istituzione nel 1947. Quando le proposte di industrializzazione di Elliott Key emersero nel 1960, Lloyd Miller chiese al Segretario degli Interni Stewart Udall di inviare un gruppo di ricognitori del Park Service per esaminare l'area di Biscayne Bay e valutare l'eventuale inclusione del sito nella categoria delle aree protette. Il risultato fu positivo e, con l'aiuto finanziario di Herbert Hoover Jr., fu richiesto altresì il sostegno politico, in particolare dal membro del Congresso Dante Fascell. Un'area vasta 0,36 km² di Elliott Key faceva ormai già parte del sistema del parco della contea di Dade. Il rapporto del 1966 sull'area segnalava che il parco proposto conteneva le migliori aree sopravvissute all'antropizzazione di foresta tropicale in Florida e una rara combinazione di «vita terrestre, marina e anfibia», nonché la storia annessa. Il resoconto segnalava altresì che non si potevano non trascurare «le acque limpide e scintillanti, la vita marina e le terre sommerse della baia di Biscayne e dell'Oceano Atlantico. Qui in acque poco profonde giace un vero paese delle meraviglie».
Il 18 ottobre 1968 il presidente Lyndon B. Johnson firmò la norma legislativa 90-606 volta a istituire il monumento nazionale di Biscayne. Tale unità ricevette un ampliamento nel 1974 con la legge 93-477 e un ulteriore allargamento quando il monumento andò ribattezzato parco nazionale da un atto del Congresso del 28 giugno 1980, la disposizione legislativa 96-287. L'espansione del 1980 si è estesa il parco quasi fino a Key Biscayne e comprendeva Boca Chita Key, le Ragged Keys e la regione dei banchi di Safety Valve, insieme alle corrispondenti scogliere al largo e una parte sostanziale della baia centrale di Biscayne.
Il primo proprietario terriero di Islandia a vendere al National Park Service fu Lancelot Jones, insieme a Katherine Jones, la vedova di Arthur. Quanto guadagnarono fu 1.272.500 di dollari, circa un terzo del potenziale valore di mercato. Jones ricevette inoltre una proprietà vasta 12.140 m² all'età di 70 anni, visitando i ranger del parco di stanza presso l'ex Cocolobo Club, edificio però andato a fuoco nel 1975. L'altra tenuta acquisita dal parco era la Virginia Tannehill, detenuta dalla vedova del direttore di Eastern Airlines Paul Tannehill. La casa di Jones costruita da Lancelot, suo padre e suo fratello fu avvolta dalle fiamme nel 1982. Egli visse in una baracca composta da due stanze per i successivi dieci anni, resistendo agli uragani a Porgy Key e lasciando la struttura soltanto prima dell'uragano Andrew nel 1992. L'edificio fu distrutto e Jones rimase a Miami fino alla sua morte nel 1997 a 99 anni.
Senza un motivo valido che ne legittimasse l'istituzione del monumento nazionale, Islandia affrontò un periodo turbolento. L'assunzione di un capo della polizia nel 1989 suscitò delle perplessità per il National Park Service poi rivolte all'ufficio del procuratore di stato della contea di Dade, guidato da Janet Reno. Nel 1990 l'ufficio di Reno stabilì a seguito di alcune indagini l'invalidità delle elezioni cittadine, poiché esse erano riservate solo ai proprietari terrieri e non ai residenti. La città fu infine abolita dal Miami-Dade Board of County Commissioners nel marzo del 2012.
L'impatto dell'uragano Andrew sulla vicina base aeronautica di Homestead indusse l'Air Force a considerare la chiusura della base e il suo trasferimento nella contea di Miami-Dade, interessata a utilizzare la base per il traffico aereo commerciale come alternativa all'aeroporto internazionale di Miami. Uno studio sull'impatto ambientale concluse che le traiettorie di volo effettuate sulla baia, distanti soltanto 3,2 km a est, avrebbero potuto arrecare dei danni al parco. Di conseguenza, nel 1999 l'Air Force vietò che si potessero realizzare dei piani commerciali a Homestead.

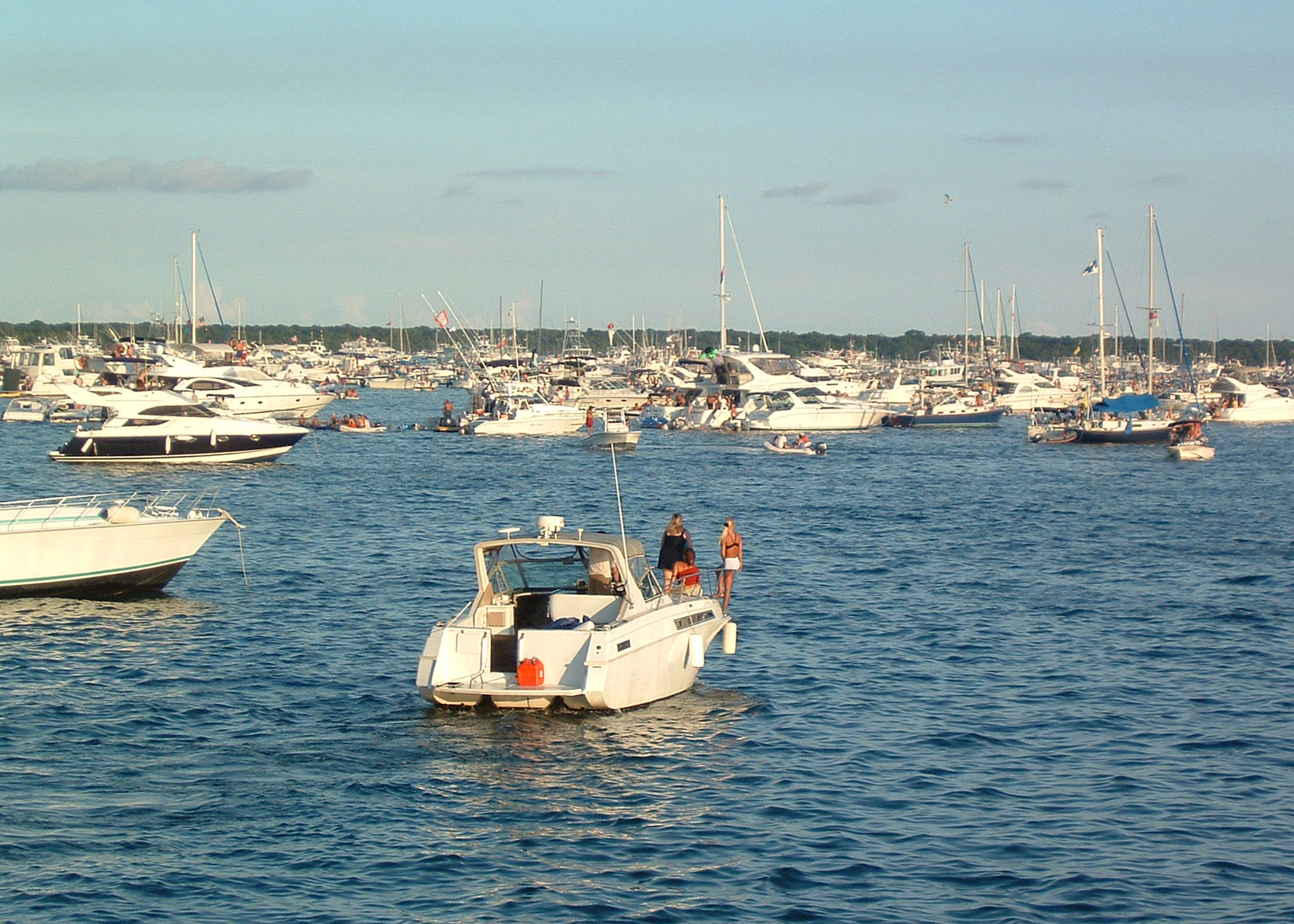
Folla in barca durante il Columbus Day

La popolarità del parco come destinazione per i diportisti accrebbe il tasso degli incidenti, rivelatisi in alcuni casi mortali. Il fine settimana del Columbus Day divenne drammaticamente famoso come il «fine settimana più pericoloso dell'anno». La regata nautica annuale che si tiene in zona vide sei morti tra il 2002 e il 2011, con danni ai fondali marini causati dall'incagliamento delle navi e dai rifiuti. Sebbene le attività ufficiali delle regate si svolgano fuori dal parco, l'area di Elliott Key divenne una destinazione popolare per alcuni partecipanti.
Una quinta unità di generazione alimentata da gas naturale e petrolio fu aggiunta alla centrale di Turkey Point nel 2007. Nel 2009, il Turkey Point fu proposto come sede di due nuovi reattori nucleari da 1117 MW AP1000, designati come Turkey Point 6 e 7. Se costruiti, i nuovi reattori potrebbero rendere Turkey Point uno dei maggiori siti di produzione di energia degli Stati Uniti. Altre pericoli vicini alla baia sono rappresentati dai terreni agricoli della contea di South Miami-Dade, un impianto di trattamento delle acque reflue al confine del parco a Black Point, e un altro sito vicino, la discarica di South Miami-Dade.

## Ambiente naturale

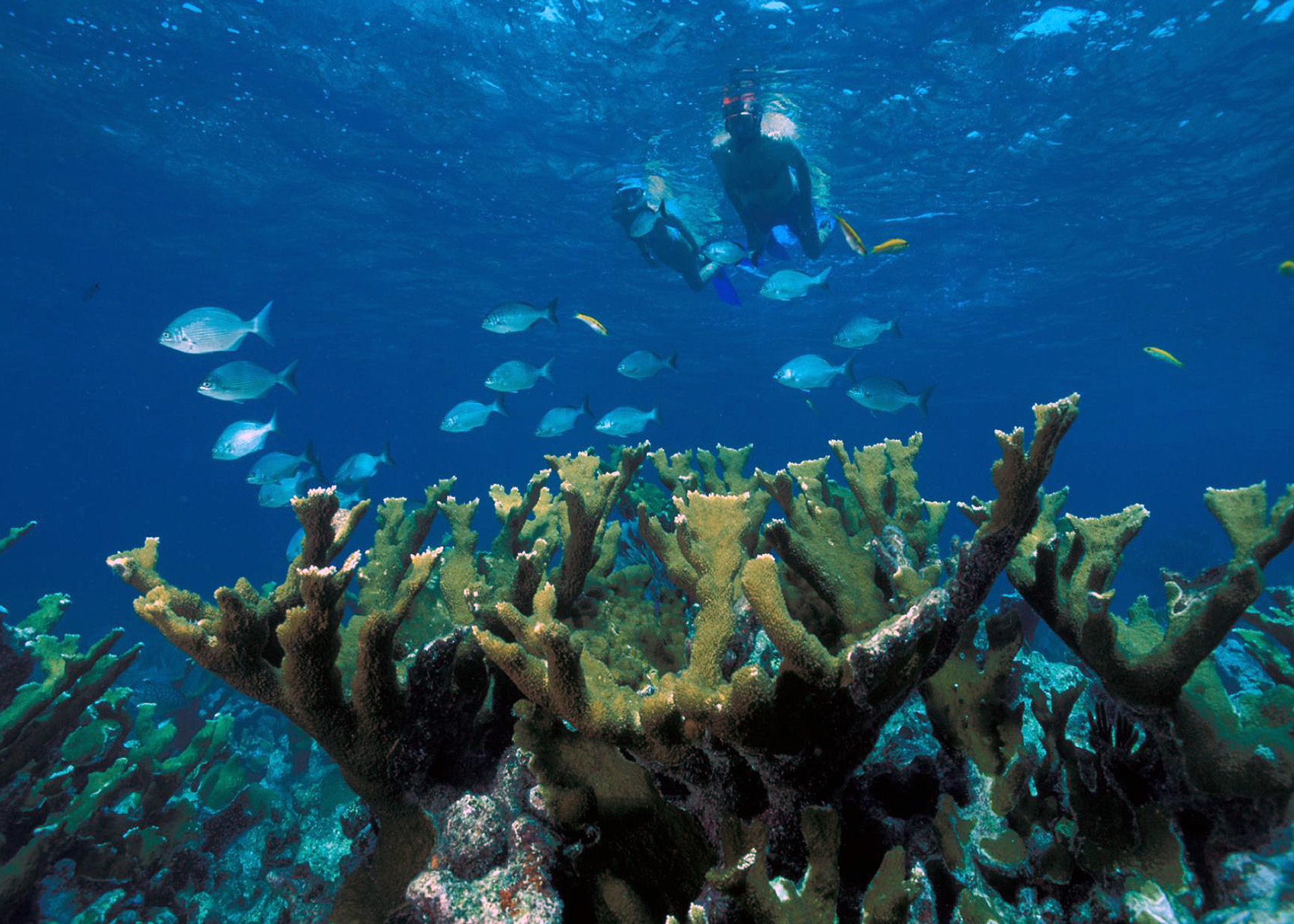
Turisti che compiono snorkeling e coralli sul fondale

Il sud della Florida è una zona di transizione tra l'ecozona neotropicale e quella neartica, che si traduce in un'ampia varietà di vita vegetale e animale. L'intersezione dei regni offre ai visitatori l'opportunità di vedere specie, in particolare uccelli, che non si rintracciano altrove in Nord America. Il parco comprende quattro ecosistemi distinti, ognuno dei quali vanta una propria flora e fauna. Gli habitat delle paludi di mangrovie, delle lagune, delle isole Keys e delle barriere coralline al largo garantiscono la sopravvivenza di molte specie. La salinità della baia varia come diretta conseguenza di questo andamento, con livelli di salinità più bassi nelle estate piovose e acque più dolce sul lato occidentale, dove scorrono alcune falde.
Sono centinaia le specie ittiche presenti nelle acque del parco, inclusi cinquanta diversi crostacei che vanno dagli isopodi ai granchi blu giganti di terra (Cardisoma guanhumi), circa duecento specie ornitologiche e circa ventisette specie di mammiferi, sia terrestri che marini. I molluschi includono una grande varietà di bivalvi, lumache terrestri e marine, aplysiida e due cefalopodi, il polpo dei coralli dei Caraibi (Octopus briareus) e la seppia dei Caraibi (Sepioteuthis sepioidea).
Le acque aperte riparate della baia e la scia di Keys periferiche dell'arcipelago forniscono luoghi di sosta per gli uccelli migratori in viaggio tra il Nord America, le isole caraibiche e il Sud America. Molti uccelli terrestri diretti a sud sostano in autunno al parco statale di Bill Baggs Cape Florida, appena a nord di Key Biscayne, prima di avventurarsi attraverso le acque aperte verso zone ancor più miti. I volatili che migrano durante la primavera diretti a nord si comportano allo stesso modo su Elliott Key. La maggioranza dei piccoli passeriformi si compone di tordi acquaioli fornai (Seiurus aurocapilla), parule dalla corona rossa (Setophaga palmarum), codirossi (Setophaga ruticilla), golegialle comuni (Geothlypis trichas), parule di prateria (Setophaga discolor), parule cacciavermi (Helmitheros vermivorum) e parule blu (Setophaga caerulescens). I rapaci migranti includono la poiana codacorta (Buteo brachyurus), lo sparviero striato (Accipiter striatus), lo smeriglio (Falco columbarius), il falco pellegrino (Falco peregrinus) e il nibbio codadirondine (Elanoides forficatus), mentre l'aquila di mare testabianca (Haliaeetus leucocephalus) e il falco pescatore (Pandion haliaetus) nidificano nel parco. Sia il fetonte codabianca (Phaethon lepturus) che il fetonte codarossa (Phaethon rubricauda) si possono scorgere in zona, così come i fenicotteri rossi (Phoenicopterus ruber), con alcuni di questi ultimi probabilmente discendenti di quelli sfuggiti alla cattività.

### Litorale e palude di mangrovie
Le coste della terraferma sono dominate da una zona di transizione paludosa popolata principalmente da mangrovie rosse (Rhizophora mangle) e nere (Avicennia germinans) che emergono dalle acque poco profonde, mentre la mangrovia bianca (Laguncularia racemosa) cresce a maggiore distanza dalla costa. La struttura delle radici degli alberi, la quale è in parte esterna e non si dirama sottoterra, fornisce un habitat riparato per granchi, pesci e trampolieri. Le acque marroni all'interno dei boschetti di mangrovie ospitano comunità di pesci, molluschi e larve di crostacei che richiedono un ambiente tranquillo e riparato prima che di avventurarsi in mare aperto. Le mangrovie perdono numerose foglie ogni anno, fornendo nutrimento per pesci, vermi e crostacei. Le mangrovie assorbono l'anidride carbonica dall'atmosfera e la immagazzinano nel terreno e si stima che le paludi abbiano la capacità di sequestrare il carbonio da due a tre volte rispetto alle foreste terrestri. La foresta della baia di Biscayne è la più lunga della costa orientale della Florida; le paludi della costa e dell'isola, così come la baia, rappresentano un importante habitat per la vita marina del sud-est della Florida.

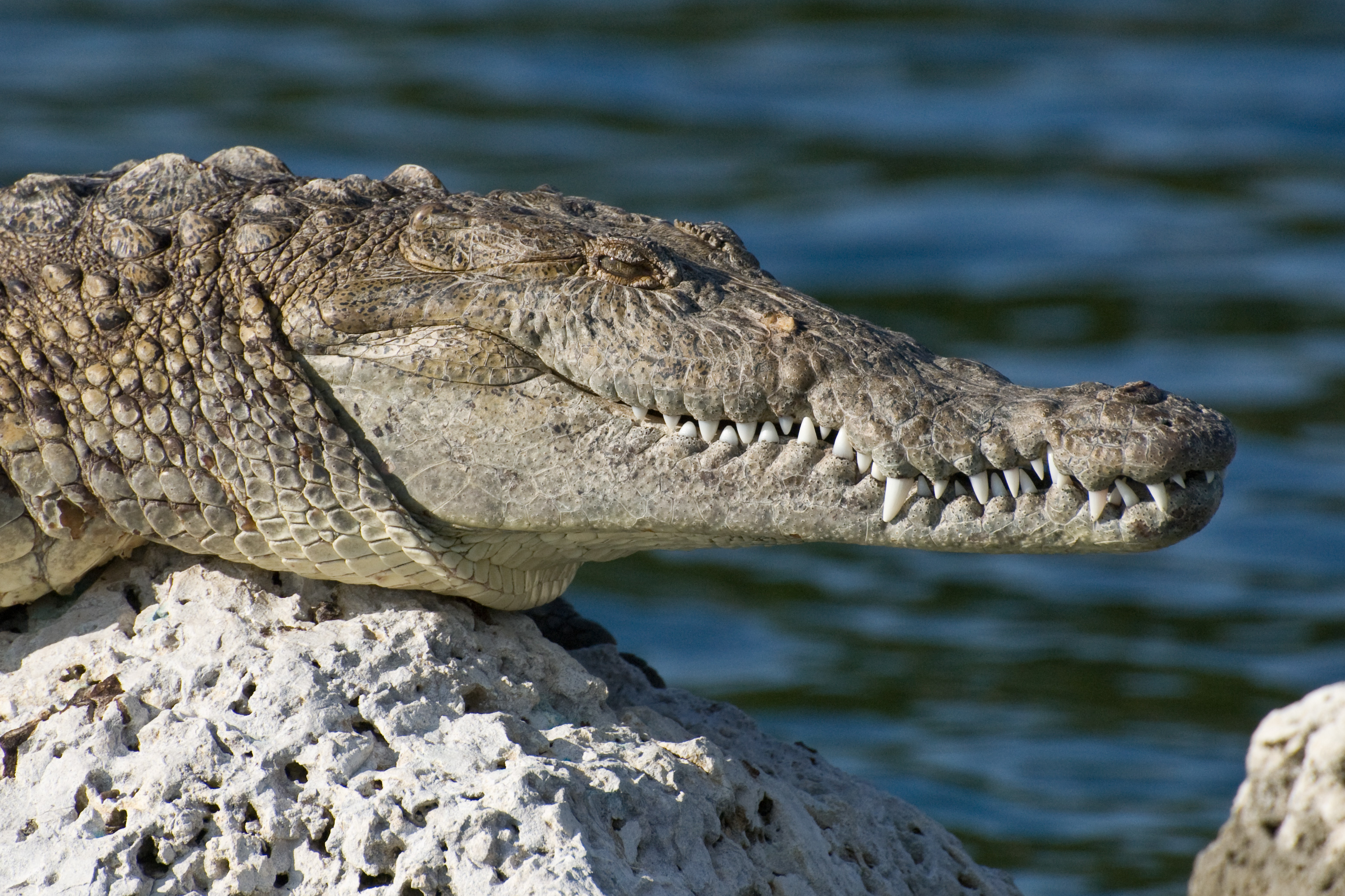
Coccodrillo americano (Crocodylus acutus)

Il limite di mangrovie che tollerano la salinità si è esteso nell'entroterra poiché il flusso d'acqua dolce nella baia è stato convogliato in canali, con il risultato che sono state rimpiazzate le paludi d'acqua dolce di Cladium. L'argine della tempesta costiera L-31E nell'entroterra del confine occidentale del parco svolse un ruolo significativo nell'isolare le vecchie paludi d'acqua dolce dai vecchi bacini idrici. Inoltre, poiché l'acqua marina non raggiunge l'interno del margine costiero anche durante l'alta marea, il rapporto tra gli ecosistemi di acqua dolce e salata è abbastanza limitato.
L'avifauna sulla costa comprende la nitticora capogiallo (Nyctanassa violacea), l'averla americana (Lanius ludovicianus), parule della prateria e uccelli costieri. Il cuculo delle mangrovie (Coccyzus minor), una specie notoriamente difficile da osservare, può essere intravisto a Convoy Point e Black Point; più nel dettaglio, Biscayne vanta una delle maggiori popolazioni di cuculi di mangrovie della Florida.
I margini del parco forniscono l'habitat al minacciato coccodrillo americano (Crocodylus acutus). La costruzione di alcuni chilometri di canalidi acqua di raffreddamento nei terreni di marna vicini alla costa alle spalle della centrale elettrica di Turkey Point, così come le calde acque dei canali, hanno fornito un ambiente quasi ideale per i rettili summenzionati, rendendo il luogo un vivaio per molti degli esemplari che vivono nel parco. Sebbene i coccodrilli e gli alligatori del Mississippi (Alligator mississippiensis) si trovino entrambi nell'estremo sud della Florida, i secondi sono rari a Biscayne, poiché gli alligatori abitano principalmente le acque dolci che si trovano più nell'entroterra, mentre i primi possono vivere nelle acque un po' più salate degli estuari di Biscayne.

### Acque della baia

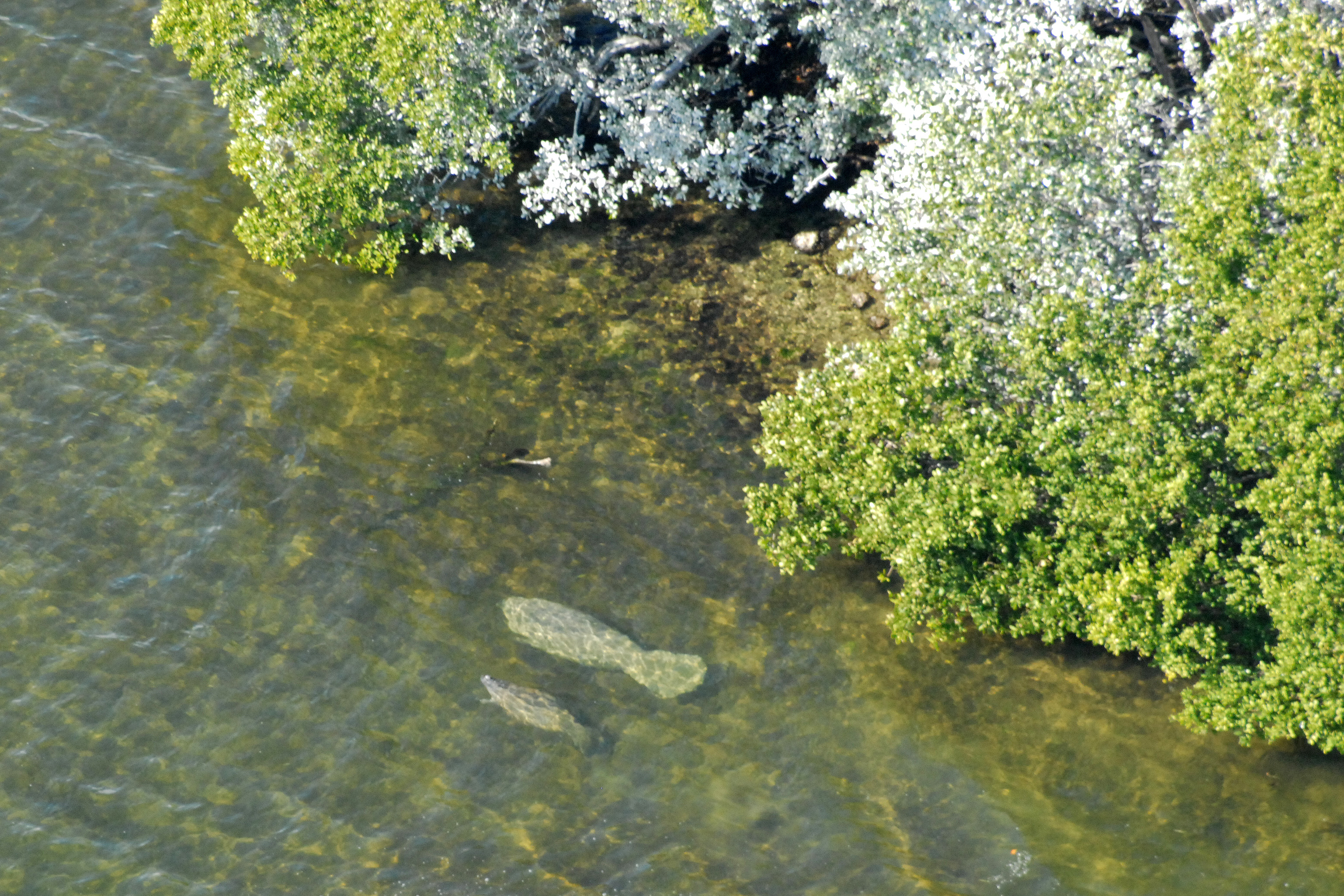
Lamantini nella baia di Biscayne

Il mare aperto risulta abitato da pesci, molluschi e crostacei che prediligono le fanerogame marine o si predano a vicenda. La poca profondità della laguna la rende un habitat adatto per uccelli subacquei come anhinga, cormorani e anatre tuffatrici. La baia fornisce anche l'habitat per gli avannotti che vivono i loro primi momenti tra le radici di mangrovie. Tra gli animali più interessanti si segnalano il lamantino dei Caraibi (Trichechus manatus), che frequenta le tranquille acque della baia, una comunità stabile di tursiopi (Tursiops truncatus), i marangoni dalla doppia cresta (Phalacrocorax auritus) per tutto l'anno e alcuni uccelli che si possono rintracciare solo in inverno quali la sula bassana (Morus bassanus), il pellicano bianco americano (Pelecanus erythrorhynchos) e la strolaga maggiore (Gavia immer).
La baia di Biscayne è una laguna poco profonda con poca densità verticale o gradiente di salinità. Al posto di un gradiente verticale, la baia ne mostra uno orizzontale, con l'acqua dolce che entra dai canali di drenaggio sul lato ovest e l'acqua di mare che accede attraverso le fessure delle chiavi e tramite la sezione delle secche; la salinità della baia raggiunge il picco a giugno. I cambiamenti nel modello di salinità della baia hanno avuto effetti negativi su specie precedentemente abbondanti come l'ombrina ocellata (Sciaenops ocellatus). Le insenature di Biscayne e della Florida corrispondono ai principali luoghi di riproduzione della cernia rossa (Epinephelus morio) e del dentice grigio (Syringodium filiforme). Il fondale della laguna ospita spugne e coralli molli in luoghi dove le alghe riescono tranquillamente a crescere. Nel parco si trovano tre specie primarie di spermatofite o fanerogame: la thalassia testudinum, la halodule wrightii e il syringodium filiforme. La halophila johnsonii, in via di estinzione, si trova anche in piccole quantità nella baia, specie all'estremità meridionale; circa il 75% del fondale della baia centrale è coperto da alghe. La cicatrizzazione dei letti di fanerogame a causa dell'incagliamento delle navi o delle eliche resta un problema di una certa rilevanza. Ogni anno vengono documentati circa 200 incidenti di questo tipo, con una ricrescita completa che richiede fino a 15 anni. La baia è anche interessata dalla pesca a strascico commerciale di gamberetti, consentita nelle acque del parco. Benché tale pratica non danneggi le alghe, essa arreca delle problematiche ai coralli molli e le spugne.

### Le Keys

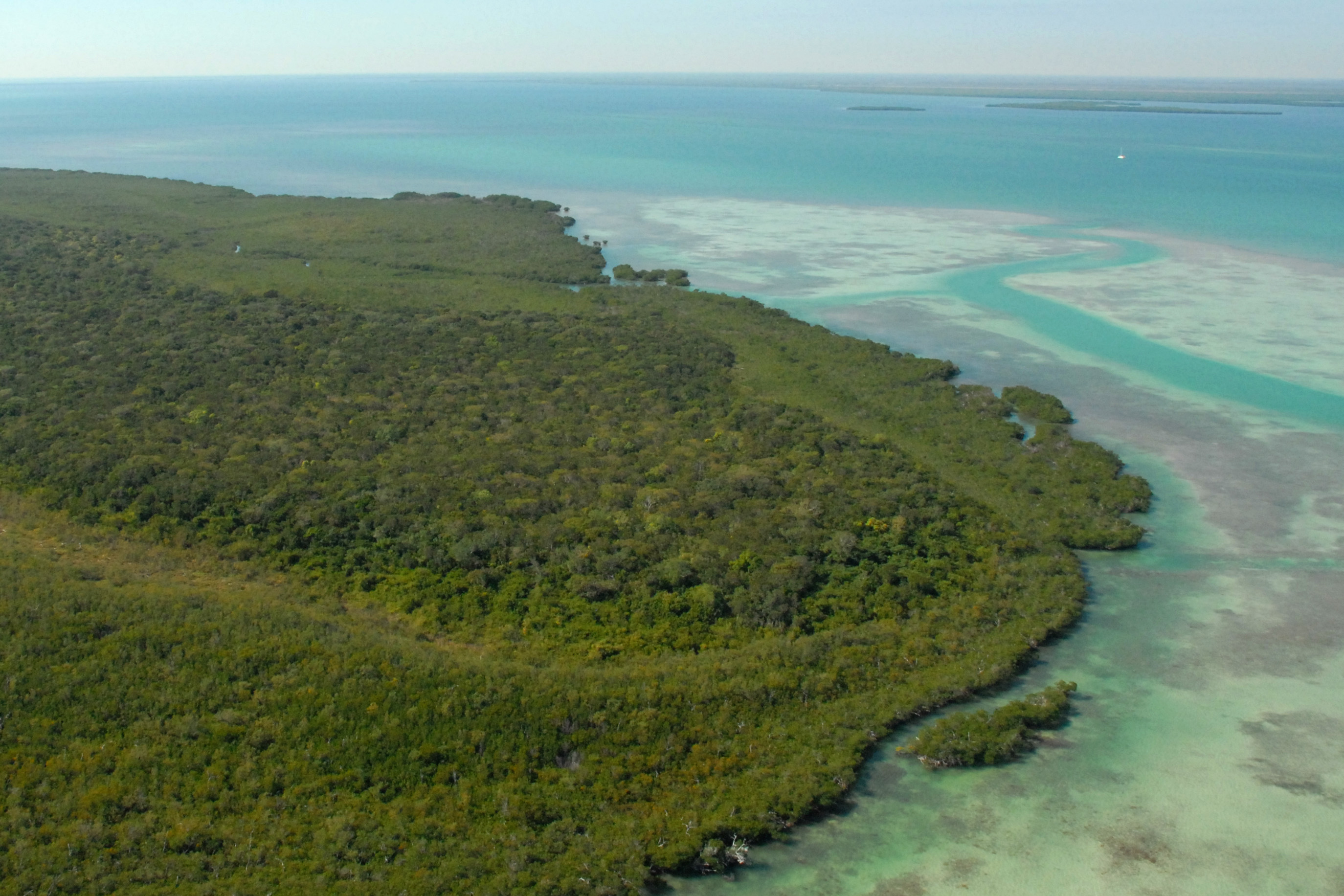
La Totten Key

La Elliott Key è l'isola maggiore del parco, la quale misura 6,68 km², ha una lunghezza di circa 13 km e 1 km di larghezza. La seconda per lunghezza è Old Rhodes Key (2,67 km²), seguita da Sands Key (1,70 km²), Totten Key (1,54 km²) e Little Totten Key (0,81 km²), con 37 isole minori disposte con un andamento nord-sud da 8 a 13 km a est della costa continentale. Le Keys si compongono di isole a nord principalmente rocciose, con quelle a sud circondate da piattaforme di roccia corallina. Tutte sono contornate da mangrovie, con vegetazione subtropicale e foreste di latifoglie all'interno, tra cui gumbo limbo (Bursera simaruba), mogano (Swietenia), legno ferro, Amyris elemifera e Chrysophyllum oliviforme. Gli insetti includono la Papilio aristodemus, una specie in via di estinzione, così come densi nugoli di zanzare nella stagione delle piogge predate dalle libellule. Il coniglio delle paludi (Sylvilagus palustris) e il procione comune (Procyon lotor), insieme a topi e ratti, rappresentano i mammiferi principali. I rettili includono serpenti del genere Crotalus e una varietà di lucertole, oltre ai coccodrilli summenzionati.
Le Keys rappresentano una zona di transizione in grado di ospitare uccelli poco comuni, spesso specie caraibiche che non vivono sulla terraferma; le aree interne sono frequentate dai luì (Phylloscopus) e dai falchi che le predano. Le zone costiere costituiscono l'habitat del voltapietre (Arenaria interpres) e del piro-piro americano (Calidris minutilla). I gabbiani e le sterne includono la sterna reale (Thalasseus maximus), il gabbiano sghignazzante (Leucophaeus atricilla) e la gavina americana (Larus delawarensis), con il pellicano bruno (Pelecanus occidentalis) che vola appena al largo. Il corriere di Wilson (Charadrius wilsonia) nidifica a Boca Chita Key, dove le zone di nidificazione vengono chiuse al pubblico durante la stagione riproduttiva.

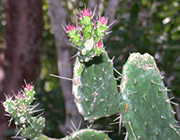
Il fico d'India consolea corallicola si trova solo all'interno e vicino al parco nazionale di Biscayne e potrebbe rappresentare una delle piante più rare degli USA

Le tartarughe marine nidificano sulle spiagge dell'isola nel parco; il personale assiste attivamente la nidificazione delle testuggini rimuovendo i detriti dalle spiagge che potrebbero rappresentare un ostacolo per adulti e piccoli. Le tartarughe caretta (Caretta caretta) costituiscono le specie di tartarughe marine più comuni e compongono quasi tutti i nidi presenti nel parco. I siti di nidificazione vengono rintracciati dalle pattuglie giornaliere mattutine sulla spiaggia e protetti con una rete a maglie per scongiurare il rischio di attacchi da parte dei numerosi procioni. Il risultato ha consentito di passaggio dal 100% dei luoghi prima sprovvisti di difese a più del 50%. Nel 2012 fu trovato e protetto un nido indisturbato, cinque parzialmente disturbati vennero protetti e uno di essi andò distrutto dai predatori. Sull'isola è presente anche il minacciato serpente indaco orientale (Drymarchon couperi).
Le specie vegetali rare e in via di estinzione sulle isole includono la palma di Sargent (Pseudophoenix sargentii) e la consolea corallicola. Di quest'ultimo, ritenuto «quasi estinto», si sono contati circa 20 individui. Una colonia clonale di 570 cactus fu scoperta su un'isola nella baia di Biscayne nel 2001, numero che la rende la maggiore popolazione conosciuta di questa specie al mondo. L'unica comunità allo stato naturale della palma di Sargent cresce su Elliott Key; si contano 50 piante nate sulle Keys nel 1991. Nonostante gli sforzi di riprodurre la specie, se ne contano sedici su Elliott Key e circa 123 trapiantate su Long Key.
Due farfalle in pericolo di estinzione, la già citata papilio aristodemus e il blu di Miami (Cyclargus thomasi bethunebakeri), si trovano nella regione, principalmente a Elliott Key. Nel 2012 il U.S. Fish and Wildlife Service (USFWS) autorizzò un programma di cattura e riproduzione in cattività per le prime dopo che soltanto cinque esemplari vennero rintracciati dai topografi nel parco rispetto alle 35 del 2011, su una popolazione totale della Florida di 41. Si temeva che il blu di Miami si fosse estinto dopo l'uragano Andrew nel 1992, ma ne fu scoperta una comunità nel 1999 a Bahia Honda Key. L'allevamento in cattività ne consentì la riproduzione di circa 25.000 esemplari, alcuni dei quali furono rimessi in natura su Elliott Key con risultati contrastanti.

### Barriera corallina e mare aperto

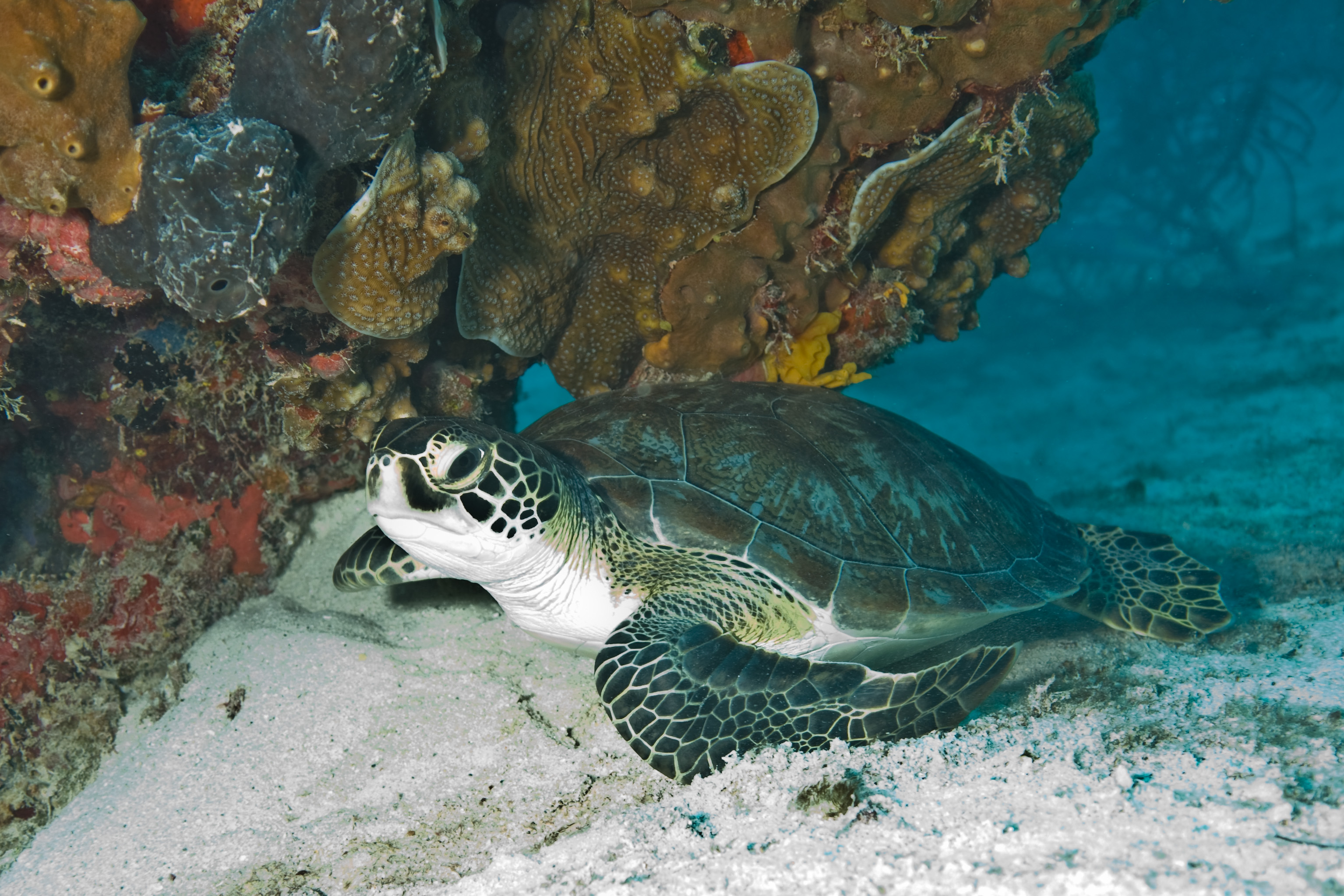
Tartaruga verde (Chelonia mydas)

Al di là delle Keys dell'Oceano Atlantico, il fondale marino digrada gradualmente prima di innalzarsi in una barriera corallina quasi continua. Quest'ultima fornisce riparo a oltre 200 specie di pesci, oltre a molluschi, crostacei e vermi. Ogni specie di corallo nelle acque del parco è considerata protetta sia da regolamenti federali sia da norme statali. Si stima che le barriere coralline si estendano per circa la metà dell'area del parco, con circa 4.000 singole unità e aree più o meno vaste. Centinaia di specie di coralli rigidi e molli, attinie e poriferi si trovano nelle baie e nelle acque al largo. Le barriere coralline stesse possono essere suddivise nella barriera corallina esterna sul bordo della piattaforma carbonatica della Florida, quelle nei pressi delle Keys e quelle situate più in mare aperto. Queste ultime sono dominate dall'acropora palmata a una profondità dell'acqua di 10 m e acropora cervicornis al di sotto di quella quota. Le barriere verso terra sono principalmente composte da montastraea annularis e diploria strigosa. Quelle maggiormente vicine alla costa si compongono di siderastrea radiantans e alcuni poriti.
Nel parco si è assistito a una riduzione della diversità delle specie specie ittiche dal 1977 al 1981 al 2006-2007. Un programma di campionamento ha mostrato dei cali in tutti i siti in cui sono stati rilevati i dati. È stata ipotizzata una correlazione tra il declino osservato nella copertura della barriera corallina in tutto il tratto della Florida Reef e quello delle specie ittiche. Sono stati osservati diminuzioni delle popolazioni sia per le specie ittiche esposte alla pressione di pesca che quelle non esposte. La copertura di alghe è accresciuta con il declino dei coralli, ragion per cui le specie che vivono sui coralli sono diminuite mentre i pesci erbivori sono aumentati. Anche l'aumento della salinità complessiva e il cambiamento dei gradienti di salinità nella baia di Biscayne potrebbero aver svolto un ruolo, mentre i policlorobifenili e la contaminazione da mercurio sono state notate nei campioni di pesce.
Il confine orientale del parco si trova appena oltre l'aumento della barriera corallina al largo a una profondità del mare di 18 m. Le aree più al largo sono protette all'interno del Santuario marino nazionale delle Florida Keys, che si estendono verso est fino a un confine corrispondente a una profondità di 550 m. Le acque al largo sono sorvolate da pellicani bruni, fregate magnifiche (Fregata magnificens), sule fosche (Sula leucogaster), in particolare intorno alle luci al largo, e uccelli pelagici come i procellaridi (Procellariidae) e i procellariformi (Procellariiformes). Gli avvistamenti di balene in acque al largo risultano rari, ma possono includere balene franche (Eubalaena glacialis), megattere (Megaptera novaeangliae), capodogli (Physeter macrocephalus), balenottere comuni (Balaenoptera physalus) e balenottere boreali (Balaenoptera borealis), tutti animali in via di estinzione. Il pesce sega (Pristis pectinata) è altrettanto raro nelle acque del parco ed è ritenuto attualmente vulnerabile. Le specie di corallo minacciate includono l'acropora palmata, il corallo di staghorn (Acropora cervicornis) e una madrepora, la dendrogyra cylindrus, elencati tra gli esemplari in via di estinzione in Florida.

### Specie alloctone

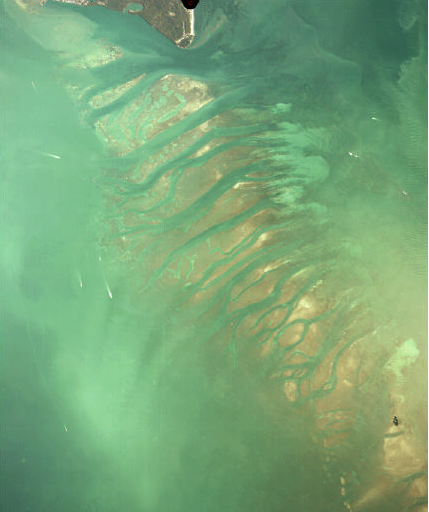
La "valvola di sicurezza" di Biscayne Bay è uno sbocco naturale per le mareggiate

Nel parco sono state documentate più di cinquanta specie di piante esotiche, di cui quasi venti considerate nocive che rischiano di soppiantare quelle autoctone e alterare a lungo andare il naturale equilibrio della regione. Tra le specie comuni del parco probabilmente alloctone si annoverano anche l'iguana comune (Iguana iguana), il rospo delle canne (Rhinella marina), il ratto nero (Rattus rattus), i pesci scorpione (Pterois), le formiche solenopsis, l'astronoto (Astronotus ocellatus) e il basilisco verde (Basiliscus vittatus). Il pesce leone (Pterois volitans) è un pesce tropicale che solitamente popola le aree localizzate tra l'Oceano Indiano e il Pacifico. Noto per il suo appetito vorace e la sua capacità di stabilirsi in nuove acque, ha la pericolosità capacità di soppiantare rapidamente altre specie. I ricercatori hanno teorizzato l'introduzione di questa specie nel parco avvenuta durante l'uragano Andrew nel 1992. Si credeva che gli avvistamenti nella baia di Biscayne in quel momento si dovessero ad acquari domestici distrutti durante l'uragano, anche se il ricercatore che per primo ha proposto la teoria ha poi ritrattato l'affermazione. Gli avvistamenti più recenti di pesci leone riguardano probabilmente le colonie stabilitesi nelle Florida Keys più meridionali del parco. Probabilmente sfuggiti alla cattività, degli esemplari di pitone delle rocce birmano (Python bivittatus) sono stati osservati vicino al confine del parco lungo la terraferma. Le specie vegetali alloctone che rappresentano il rischio più elevato per le comunità vegetali locali includono l'albero del pepe brasiliano (Schinus terebinthifolia), il panicum repens, la nephrolepis cordifolia, la guava (Psidium guajava) e l'albero di tulipano indiano (Thespesia populnea).

## Luoghi d'interesse

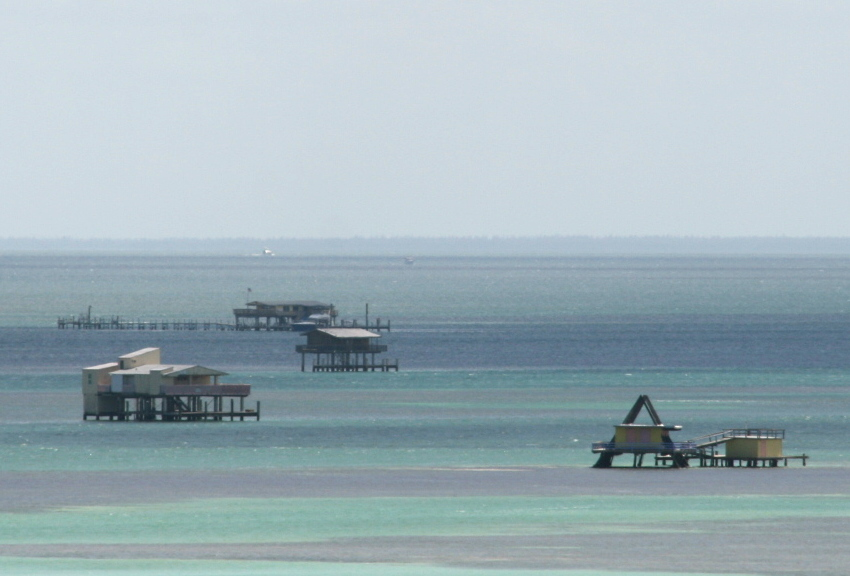
Stiltsville vista da Cape Florida

Sebbene la maggior parte dell'area del parco nazionale di Biscayne sia compresa sott'acqua, le isole vantano svariate strutture e distretti storici protetti. Anche i relitti di navi sono protetti all'interno del parco e le acque al largo del parco restano un distretto storico con una propria tutela.

### Stiltsville
Stiltsville fu fondata da Eddie "Crawfish" Walker negli anni '30 come una piccola comunità di palafitte localizzate in una sezione poco profonda della baia, non lontano da Key Biscayne. Composto da 27 strutture al suo apice negli anni '60, a Stiltsville alcune costruzioni furono devastate da incendi e uragani, di cui nel 2012 ne sopravvivevano solo sette, nessuna delle quali risale agli anni '60 o prima. Il sito è stato incorporato nel Biscayne National Park nel 1985, quando il Park Service ha accettato di onorare i contratti di locazione esistenti fino al 1º luglio 1999. L'uragano Andrew distrusse la maggior parte di Stiltsville nel 1992. Il Park Service si impegnò a preservare il sito, che oggi non vanta nessun abitante. La zona resta aperta alla possibilità di alloggiare per campeggiare, così come sono accessibili dei percorsi turistici in zona.

### Altre strutture

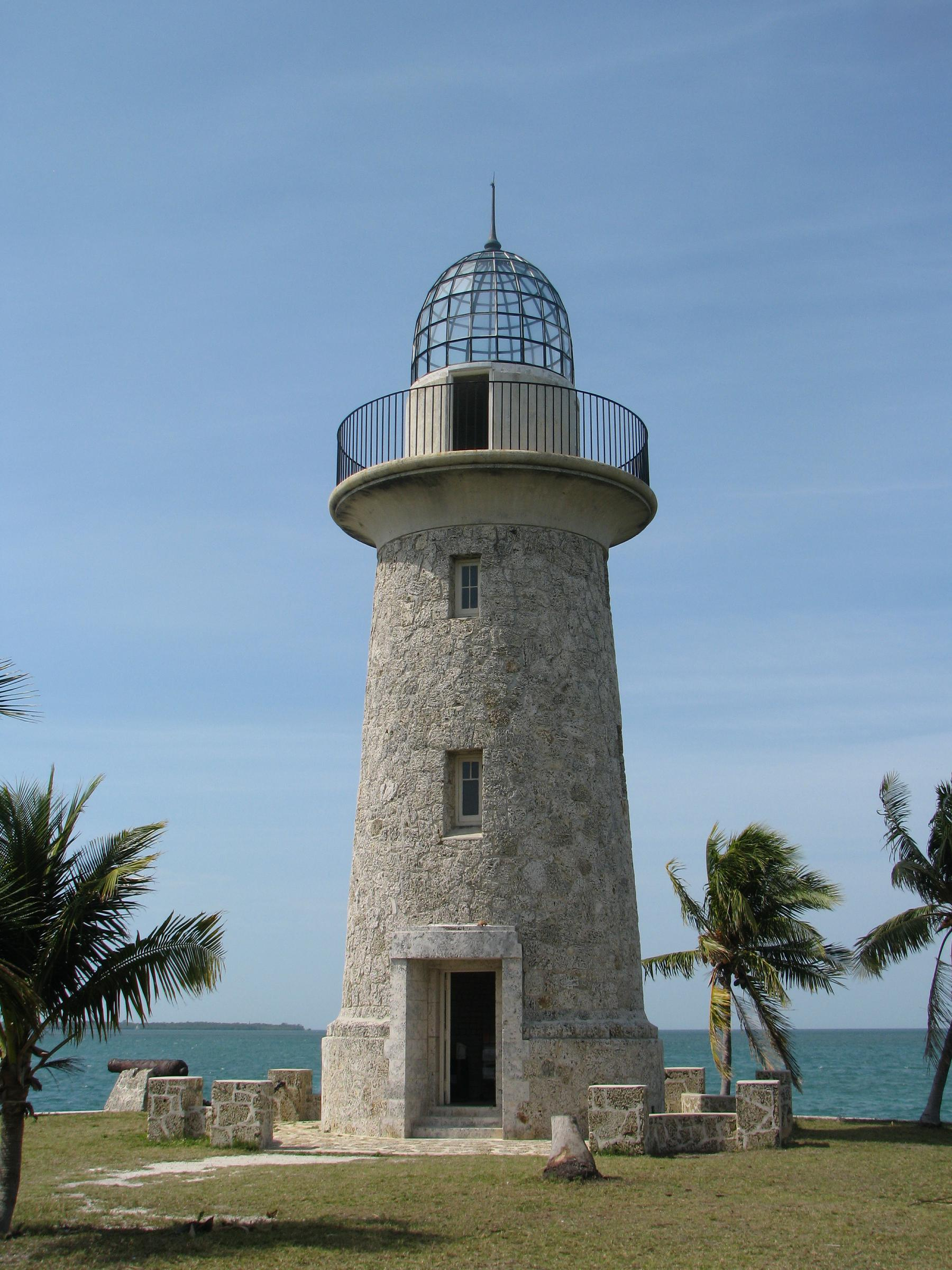
Il faro ornamentale di Boca Chita Key

Il parco nazionale di Biscayne comprende una serie di moli e una struttura ornamentale costruita a mo' di faro. Quest'ultimo, detto di Fowey Rocks, è una struttura in ghisa a scheletro costruita nel 1878; già inclusa all'interno dei confini del parco, la località fu acquisita dal Park Service il 2 ottobre 2012. Il faro disabitato di Pacific Reef si trova a circa 5 km al largo di Elliott Key. La struttura originale del 1921 andò sostituita nel 2000 e la sua lanterna fu esposta in un parco a Islamorada.
L'industriale Mark C. Honeywell era un membro del Cocolobo Club che acquistò Boca Chita Key nel 1937, ampliando le strutture al fine di includere un piccolo faro. Boca Chita Key fu dunque aggiunta con diverse strutture di cui la più iconica è quella sopraccitata è realizzata in roccia corallina con una gabbia metallica superiore che ricorda una lanterna, e l'estremità di un molo sul lato nord della chiave. La chiave rimase di proprietà di Honeywell fino al 1945. Mark e Olive Honeywell costruirono anche una cappella, una piccola residenza, delle dighe e degli edifici di servizio sull'isola.
Le guide tendono a ricordare che le strutture presenti a Boca Chita Key hanno un proprio valore storico e rappresentavano un luogo di svago per le famiglie benestanti. Esistono anche delle fattorie di modesta dimensione, tra cui alcune includono le piantagioni coltivate da Israel Jones e dei suoi figli, oggi abbandonate, e la Sweeting Homestead su Elliott Key. Le coperture funzionali a coprire le piantagioni nei mesi freddi sono state distrutte da incendi e uragani.

## Turismo

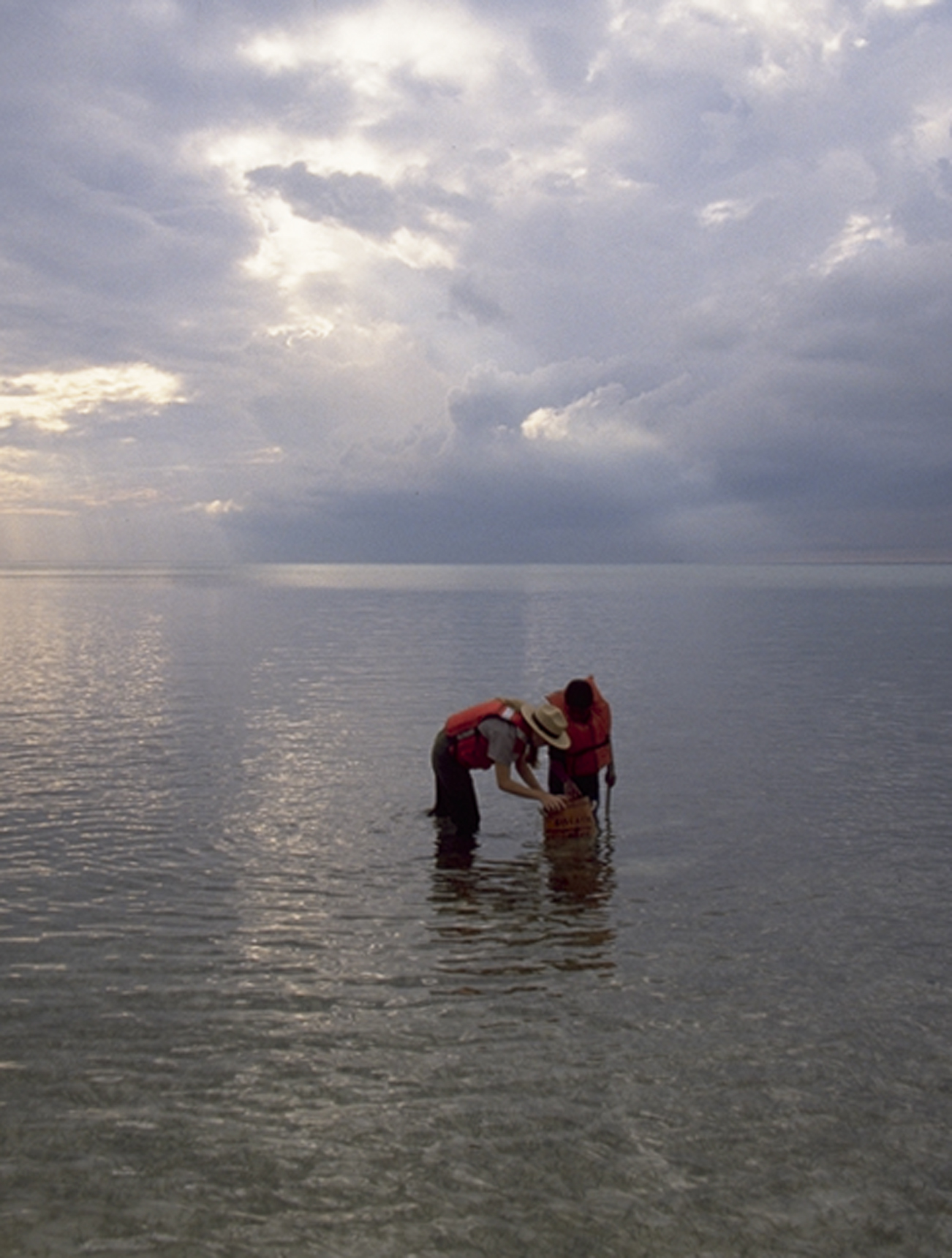
Un ranger del parco mostra la vita sottomarina a un visitatore usando un secchio con fondo di vetro

Il parco nazionale di Biscayne resta aperto all'accesso di turisti tutto l'anno. Il campeggio è maggiormente praticato nei mesi invernali, quando le zanzare causano meno fastidi sulle isole. Il Biscayne National Park Institute offre percorsi di escursione di mezza e intera giornata nel parco che includono snorkeling, escursionismo, canottaggio e vela dalla sede del parco. Sono inoltre disponibili escursioni in barca a Boca Chita Key e ai fari della zona. I concessionari privati autorizzati offrono altresì la possibilità di compiere pesca guidata, snorkeling, vela e visite guidate.

### Attività ricreative
L'accesso al parco dalla terraferma è limitato alle immediate vicinanze del centro visitatori Dante Fascell a Convoy Point. Tutte le altre porzioni del parco sono raggiungibili esclusivamente tramite con battelli privati o concessionari. Le attività includono canottaggio, pesca, kayak, windsurf, snorkeling e immersioni subacquee. La contea di Miami-Dade gestisce quattro parchi turistici vicini alla zona protetta. Homestead Bayfront Park è direttamente adiacente alla sede del parco a Convoy Point, mentre più a sud il Black Point Park offre l'accesso ad Adams ed Elliott Keys. Matheson Hammock Park si trova vicino all'estremità nord del parco, Crandon Park invece si trova a Key Biscayne.
Sebbene si tratti di un parco riconosciuto a livello federale, la pesca all'interno di Biscayne è supervisionata dallo stato della Florida. I pescatori di Biscayne devono disporre di una licenza di pesca in acqua salata valida per la Florida. La pesca si limita ai pesci sportivi designati, alle aragoste, ad alcuni granchi e ai gamberi. Non si possono raccogliere pesci tropicali della barriera corallina, né squali, conchiglie, ricci di mare e altra vita marina. Anche le specie della barriera corallina come coralli e spugne sono protette dalla raccolta da parte dei visitatori. Inoltre, l'aragosta non si può pescare nel santuario di Biscayne Bay-Card Sound Lobster, amministrato dal stato della Florida per proteggere le aree di riproduzione dell'aragosta, che si sovrappongono a gran parte della baia di Biscayne.
Un concessionario privato concede la possibilità di compiere delle incursioni dalla sede del parco alla baia fino all'arcipelago. La maggior parte dei tour sono organizzati durante l'alta stagione invernale da gennaio ad aprile. Le moto d'acqua sono vietate a Biscayne e nella maggior parte degli altri parchi nazionali, mentre è consentito circolare altre barche a motore e a vela private.

### Strutture dell'isola
La maggior parte delle strutture permanenti di Biscayne si trovano sulle isole lontane dalla terraferma. Una stazione di ranger con personale stagionale si trova su Elliott Key, oltre a un campeggio e 36 pontili. Un unico percorso ad anello collega il porto al lungomare e un sentiero che segue la Spite Highway percorre tutta l'isola. Adams Key è un'altra area aperta di giorno ai visitatori, ospitando altresì due residenze del Park Service. Boca Chita Key resta l'isola più visitata, con un'area per il campeggio e alcune per i picnic. Il faro di Boca Chita è occasionalmente aperto ai visitatori previa autorizzazione del personale.

### Snorkeling e immersioni
Lo snorkeling e le immersioni subacquee sulle barriere coralline al largo sono attività popolari. Le scogliere hanno causarono molti naufragi nel corso dei secoli. Una selezione di relitti sono stati oggetto di tour di snorkeling guidati da ranger e sono stati organizzati come il Maritime Heritage Trail, l'unico percorso archeologico sottomarino nel sistema del National Park Service. I relitti delle varie Arratoon Apcar (affondato nel 1878), Erl King (1891), Alicia (1905), Lugano (1913) e  Mandalay (1966) sono stati individuati nei pressi di un relitto sconosciuto del 1800 e al Fowey Rocks Lighthouse. Alicia, Erl King e Lugano sono relitti relativamente profondi, più adatti per le immersioni subacquee. Il Mandalay si trova a una profondità inferiore ed è particolarmente popolare per lo snorkeling.

### Esplicative
1. ↑  I valori normali comprendono i dati reperiti dal 1981 al 2010, gli estremi invece vanno dal 1981 al 2019.

### Bibliografiche
1. 1 2   Listing of acreage – December 31, 2011 (XLSX), su nps.gov, NPS, Land Resource Division, 2011. URL consultato l'11 giugno 2022.
2. 1 2 3  (EN) Jennifer Brown Leynes e David Cullison, Introduction (PDF), su NPS, Biscayne National Park Historic Resource Study, gennaio 1998,  p. 1. URL consultato l'11 giugno 2022.
3. 1 2  (EN) Biscayne National Park Brochure e mappa, su NPS, 2009.
4. 1 2  Grunwald, p. 214.
5. ↑  Bryan et al., p. 288.
6. ↑  Bryan et al., pp. 287-290.
7. ↑  Bryan et al., p. 298.
8. ↑  (EN) The Ecology, su Biscayne National Monument: A Proposal, NPS. URL consultato l'11 giugno 2022.
9. ↑  (EN) Estimates of Flows to Meet Salinity Targets for Western Biscayne National Park (PDF), su NPS, giugno 2008,  p. 8. URL consultato l'11 giugno 2022 (archiviato dall'url originale il 21 maggio 2013).
10. 1 2  (EN) Biscayne Bay, su NPS. URL consultato l'11 giugno 2022.
11. 1 2  NPCA, p. 2.
12. ↑  NPCA, p. 13.
13. ↑   M. Kottek, J. Greiser, C. Beck e B. Rudolf, Planisfero secondo la classificazione dei climi di Köppen-Geiger (PDF), su koeppen-geiger.vu-wien.ac.at, Universität
Wien, 2006. URL consultato il 13 giugno 2014.
14. 1 2 3  (EN) Water Quality, su NPS. URL consultato il 12 giugno 2022.
15. ↑   Key Biscayne, Florida: cosa vedere, spiagge e altre attrazioni, su usatravelphotos.it. URL consultato il 13 giugno 2022.
16. ↑  Harris, Tuttle e Tuttle, p. 268.
17. ↑  (EN) Park Reopens After Tropical Storm Isaac, su NPS. URL consultato il 13 giugno 2022.
18. 1 2  Shumaker, p. 53.
19. ↑  Shumaker, pp. 58-59.
20. ↑   Weather, su NPS. URL consultato il 13 giugno 2022.
21. ↑  (EN) Gordon E. Dunn, The Hurricane Season of 1964 (PDF), su aoml.noaa.gov, U.S. Weather Bureau Office, Miami,  p. 179. URL consultato il 13 giugno 2022.
22. 1 2   Ivan Gaddari, 24 Agosto 1992, l'uragano Andrew sconvolse gli Stati Uniti, su news.meteogiornale.it, 25 agosto 2012. URL consultato il 13 giugno 2022.
23. ↑  (EN) Elliott Key Closed Until Further Notice, su NPS, 30 ottobre 2012. URL consultato il 13 giugno 2022.
24. ↑  (EN) John K. Lovelace e Benjamin F. McPherson, Effects of Hurricane Andrew (1992) on Wetlands in Southern Florida and Louisiana, su USGS. URL consultato il 13 giugno 2022.
25. ↑  (EN) Julia Jacobo, Hurricane Andrew 25 years later, su ABC News, 24 agosto 2017. URL consultato il 13 giugno 2022.
26. ↑  (EN) Ed Rappaport, Preliminary Report: Hurricane Andrew, su NOAA, 10 dicembre 1993. URL consultato il 13 giugno 2022.
27. ↑  (EN) Matt Patterson, Andrea Atkinson e Brian D. Witcher, South Florida/Caribbean Network vital signs monitoring plan, National Park Service, settembre 2008,  p. J2.17. URL consultato il 13 giugno 2022.
28. ↑  (EN) Erik Bojnansky, Lost in a Rising Sea, su Biscayne Times, settembre 2012. URL consultato il 13 giugno 2022 (archiviato dall'url originale il 7 marzo 2019).
29. ↑  (EN) Barry N. Heimlich, Frederick Bloetscher, Daniel E. Meeroff e James Murley, Southeast Florida's Resilient Water Resources:Adaptation to Sea Level Rise and Other Impacts of Climate Change (PDF), Florida Atlantic University, 11 novembre 2009.
30. ↑  (EN) PRISM Climate Group, Oregon State University, su prism.oregonstate.edu. URL consultato il 13 giugno 2022.
31. ↑  (EN) Jennifer Brown Leynes e David Cullison, Biscayne National Park: Historic Resource Study (PDF), Atlanta, NPS, gennaio 1998,  p. 10. URL consultato l'11 giugno 2022.
32. 1 2  Leynes e Cullison, cap. 2, pp. 9-10.
33. 1 2  (EN) Native Peoples, su NPS. URL consultato l'11 giugno 2022.
34. 1 2  NPCA, p. 33.
35. ↑  (EN) Joan Gill Blank, Key Biscayne: A History of Miami's Tropical Island and the Cape Florida Lighthouse, Ananas Press, 1996,  p. 13, ISBN 978-1-56164-096-6.
36. ↑  Miller, p. 6.
37. ↑  NPCA, p. 32.
38. ↑  (EN) Russell K. Skowronek, Richard H. Vernon e George R. Fischer, The Legare Anchorage shipwreck site—Grave of HMS Fowey, Biscayne National Park, Florida, in International Journal of Nautical Archaeology, vol. 16, n. 4, novembre 1987,  pp. 313-324, DOI:10.1111/j.1095-9270.1987.tb00606.x.
39. ↑  Leynes e Cullison, cap. 2, p. 12.
40. 1 2  (EN) Offshore Reefs Archeological District, su Florida Division of Historical Resources. URL consultato l'11 giugno 2022 (archiviato dall'url originale l'8 ottobre 2012).
41. ↑  Miller, p. 9.
42. 1 2  (EN) Man and the coral reefs, su NPS. URL consultato l'11 giugno 2022.
43. ↑  Miller, p. 11.
44. ↑  Leynes e Cullison, cap. 2, p. 13.
45. ↑  (EN) The Joneses of Porgy Key, su Biscayne National Park, NPS,  p. 2. URL consultato l'11 giugno 2022.
46. ↑  Shumaker, p. 55.
47. ↑  Miller, pp. 19-20.
48. ↑  Shumaker, p. 57.
49. ↑  Shumaker, p. 59.
50. ↑  (EN) The Joneses of Porgy Key, su NPS. URL consultato l'11 giugno 2022.
51. ↑  Shumaker, p. 61.
52. 1 2 3  Hach, pp. 35-36.
53. ↑  Miller, pp. 17-18.
54. 1 2  (EN) Joe Mozingo, Tiniest Town in Fla. an Almost-Was; Islandia Held Promise for Development Until National Park Swallowed 33 Keys, su Washington Post, 9 marzo 2003. URL consultato l'11 giugno 2022.
55. 1 2 3 4 5 6 7  (EN) The Birth of Biscayne National Park, su NPS. URL consultato l'11 giugno 2022.
56. ↑  Miller, p. 46.
57. ↑  (EN) Dayton Duncan e Ken Burns, The National Parks: America's Best Idea, Alfred A. Knopf, 2009,  p. 351, ISBN 978-0-307-26896-9.
58. ↑  (EN) Monika Mayr, Everglades Betrayal: The Issue that Defeated Al Gore, Two Harbors Press, 2008,  pp. 72-73, ISBN 978-1-935097-04-4.
59. ↑  Miller, pp. 48, 59, 61, 64.
60. ↑  Miller, p. 48.
61. ↑  Miller, pp. 69, 76-79.
62. ↑  (EN) Charles Lawson, Park Seeks Recollections of Homestead's "Blacks Only" Beach, su NPS. URL consultato il 12 giugno 2022.
63. 1 2  (EN) Lizette Alvarez, A Florida City that never was, su New York Times, 8 febbraio 2012. URL consultato il 12 giugno 2022.
64. ↑  (EN) Present Use, su NPS. URL consultato il 12 giugno 2022.
65. ↑  (EN) The Case for Preservation, su NPS. URL consultato il 12 giugno 2022.
66. ↑  (EN) Final General Management Plan/Environmental Impact Statement, su parkplanning.nps.gov. URL consultato il 12 giugno 2022.
67. ↑  NPS, Draft General Management Plan, pp. 295-299.
68. ↑  NPCA, p. 9.
69. ↑  Shumaker, p. 64.
70. ↑  Shumaker, p. 66.
71. ↑  Miller, pp. 137-139.
72. ↑  (EN) Biscayne National Park Preparing For "Most Dangerous Weekend" Of The Year, su National Parks Traveler, 14 settembre 2012. URL consultato il 12 giugno 2022 (archiviato dall'url originale il 28 ottobre 2012).
73. ↑  (EN) Biscayne National Park Gears Up for Most Dangerous Weekend of the Year, su NPS, 11 settembre 2012. URL consultato il 12 giugno 2022.
74. ↑  (EN) Scott DiSavino, FPL Fla. Turkey Point 4 reactor shut, su Reuters, 13 ottobre 2008. URL consultato il 12 giugno 2022.
75. ↑  (EN) Turkey Point, Units 6 and 7 Application, su Nuclear Regulatory Commission, 2012. URL consultato il 12 giugno 2022.
76. ↑  NPCA, p. 14.
77. ↑  (EN) Nature & Science, su NPS. URL consultato il 12 giugno 2022.
78. 1 2  (EN) Fish, su NPS. URL consultato il 12 giugno 2022.
79. ↑  (EN) Crustaceans, su NPS. URL consultato il 12 giugno 2022.
80. 1 2 3 4 5  (EN) Guide to Birding in Biscayne, su NPS. URL consultato il 12 giugno 2022.
81. ↑  (EN) Mammals, su NPS. URL consultato il 12 marzo 2022.
82. ↑  (EN) Mollusks, su NPS. URL consultato il 12 giugno 2022.
83. ↑  (EN) Kenn Kaufman, Fall Migration Hot Spots, su Audubon, luglio-agosto 2009. URL consultato il 12 giugno 2022 (archiviato dall'url originale il 27 dicembre 2014).
84. ↑  (EN) David Braun, Banding birds at the BioBlitz, su National Geographic Magazine, 30 aprile 2010. URL consultato il 12 giugno 2022 (archiviato dall'url originale il 18 aprile 2012).
85. ↑  (EN) Casey A. Lott, Brynne E. Langan, M. Brennan Mulrooney e Randy T. Grau, Stopover Ecology of Nearctic-Neotropical Migrant Songbirds in Hardwood Hammocks of the Florida Keys, Commissione per la conservazione della fauna e del pesce della Florida, maggio 2006. URL consultato il 12 giugno 2022 (archiviato dall'url originale l'8 novembre 2014).
86. ↑  (EN) Bird List, su NPS. URL consultato il 12 giugno 2022.
87. ↑  (EN) Jon Dunn e Jonathan Alderfer, Field Guide to the Birds of North America, 6ª ed., National Geographic Society, 2011,  p. 122, ISBN 978-1-4262-0828-7.
88. ↑  (EN) Mangroves, su NPS. URL consultato il 12 giugno 2022.
89. ↑  (EN) Mangroves and Climate Change, su NPS. URL consultato il 12 giugno 2022.
90. ↑  NPCA, p. 1.
91. ↑  NPCA, p. 16.
92. ↑  (EN) Rick Bragg, In South Florida Canals, Revival of Rare Crocodiles, su New York Times, 29 giugno 1999. URL consultato il 12 giugno 2022.
93. ↑  (EN) Providing a home for the American crocodile (PDF), su Florida Power & Light. URL consultato il 12 giugno 2022 (archiviato dall'url originale il 24 novembre 2012).
94. ↑  (EN) Status, Distribution, and Habitat Relations of the American Crocodile in Florida (Abstract), su Croc Docs, Università della Florida. URL consultato il 12 giugno 2022.
95. 1 2 3  (EN) Protected Animals, su NPS. URL consultato il 12 giugno 2022.
96. ↑  (EN) Frank J. Mazzotti e Michael S. Cherkiss, Status and Conservation of the American Crocodile in Florida: Recovering an Endangered Species While Restoring an Endangered Ecosystem (PDF), su crocdoc.ifas.ufl.edu, Università della Florida, ft. Lauderdale Research and Education Center, 2003,  p. III. URL consultato il 12 giugno 2022.
97. ↑  (EN) Mammals: Dolphins, su NPS. URL consultato il 12 giugno 2022.
98. ↑  NPCA, p. 23.
99. ↑  NPCA, p. 20.
100. 1 2  NPCA, p. 21.
101. ↑  NPCA, p. 27.
102. ↑  (EN) Florida Keys, su NPS. URL consultato il 12 giugno 2022.
103. ↑  (EN) A summary about the Loggerhead Turtle's biology and conservation status, su NPS. URL consultato il 12 giugno 2022.
104. ↑  (EN) Sea Turtle Information and Conservation, su NPS. URL consultato il 12 giugno 2022.
105. ↑  (EN) 2012 Sea Turtle Conservation Efforts, su NPS. URL consultato il 12 giugno 2022.
106. ↑  NPCA, p. 22.
107. ↑  (EN) Consolea corallicola, Flora of North America North of Mexico, 4: Magnoliophyta, Flora of North America Association,  p. 150. URL consultato il 12 giugno 2022.
108. 1 2  (EN) Plants, su NPS. URL consultato il 12 giugno 2022.
109. ↑  (EN) Cacti / Desert Succulents, su NPS. URL consultato il 12 giugno 2022.
110. ↑  (EN) Schaus Swallowtail Emergency, su NPS, 13 giugno 2012. URL consultato il 12 giugno 2022.
111. ↑  (EN) Miami Blue Butterflies Reintroduced, su NPS, 18 settembre 2006. URL consultato il 12 giugno 2022.
112. 1 2  (EN) Coral Reefs, su NPS. URL consultato il 12 giugno 2022.
113. ↑  NPCA, p. 15.
114. ↑  NPCA, p. 18.
115. ↑  (EN) Other Invertebrates (corals, sponges, worms, etc.), su NPS. URL consultato il 12 giugno 2022.
116. ↑  Harris, Tuttle e Tuttle, pp. 272-273.
117. ↑  (EN) G.T. Kellison, V. McDonough, D.E. Harper e J.T. Tilmant, Coral Reef Fish Assemblage Shifts and Declines in Biscayne National Park, Florida, USA, in Bulletin of Marine Science, vol. 88, n. 1, Miami, gennaio 2012,  p. 1, DOI:10.5343/bms.2011.1027.
118. 1 2  (EN) G.T. Kellison, V. McDonough, D.E. Harper e J.T. Tilmant, Coral Reef Fish Assemblage Shifts and Declines in Biscayne National Park, Florida, USA, in Bulletin of Marine Science, vol. 88, n. 1, Miami, gennaio 2012,  pp. 19-21, DOI:10.5343/bms.2011.1027.
119. ↑  (EN) Florida Keys National Marine Sanctuary and Protection Act, su Florida Keys National Marine Sanctuary. URL consultato il 12 giugno 2022.
120. 1 2 3 4  (EN) Invasive Species, su NPS. URL consultato il 12 giugno 2022.
121. ↑  (EN) Why are lionfish a growing problem in the Atlantic Ocean?, su NOAA, 17 novembre 2011. URL consultato il 12 giugno 2022.
122. ↑  (EN) Invasive Lionfish, su NPS. URL consultato il 13 giugno 2022.
123. ↑  (EN) Virginia Morell, Mystery of the Lionfish: Don't Blame Hurricane Andrew, su Science, 29 aprile 2010. URL consultato il 13 luglio 2022.
124. ↑  (EN) Kurt Repanshek, Dangerous Lionfish Invading Waters of Biscayne National Park, su National Parks Traveler, 27 giugno 2010. URL consultato il 13 giugno 2022.
125. ↑  (EN) Stiltsville, su NPS. URL consultato il 12 giugno 2022.
126. ↑  (EN) Stiltsville celebrates Biscayne lifestyle, su ournationalparks.us, 27 novembre 2012. URL consultato il 12 giugno 2022.
127. ↑  (EN) A Tale Of Two Lighthouses, su National Parks Traverl, 19 ottobre 2012. URL consultato il 12 giugno 2022 (archiviato dall'url originale il 20 ottobre 2012).
128. ↑  (EN) Russ Rowlett, Unstaffed Offshore Lights of the Florida Keys, su University of North Carolina, 22 settembre 2012. URL consultato il 12 giugno 2022 (archiviato dall'url originale il 31 ottobre 2001).
129. ↑  Shumaker, pp. 59-60.
130. ↑  (EN) Boca Chita Key is home to the little lighthouse that isn't, in Lighthouse Digest, agosto 1996. URL consultato il 12 giugno 2022.
131. ↑  NPCA, p. 29.
132. ↑  NPS, Draft General Management Plan, p. 151.
133. ↑  (EN) Guided Tours, su NPS. URL consultato il 12 giugno 2022.
134. ↑  (EN) Biscayne Bay-Card Sound: Lobster Sanctuary, su NPS. URL consultato il 12 giugno 2022.
135. ↑  (EN) Fishing and Lobstering, su NPS. URL consultato il 12 giugno 2022.
136. ↑  (EN) Biscayne Bay-Card Sound: Lobster Sanctuary, su NPS. URL consultato il 12 giugno 2022.
137. ↑  (EN) Guided Tours, su NPS. URL consultato il 12 giugno 2022.
138. ↑  NPS, Draft General Management Plan, p. 12.
139. ↑  (EN) Boating, su NPS. URL consultato il 19 novembre 2012.
140. ↑  (EN) Elliott Key, su NPS. URL consultato il 12 giugno 2022.
141. ↑   Adams Key, su NPS. URL consultato il 12 giugno 2022.
142. ↑   Boca Chita Key, su NPS. URL consultato il 12 giugno 2022.
143. ↑  (EN) Maritime Heritage Trail, su NPS. URL consultato il 12 giugno 2022.
144. ↑  (EN) Mandalay, su NPS. URL consultato il 12 giugno 2022.